# Liste der Windkraftanlagentypen von Enercon
Die Liste der Windkraftanlagen von Enercon führt alle Typen von Windkraftanlagen des Auricher Herstellers Enercon auf. Sie umfasst neben technischen Daten zu den Typen auch Angaben zu Standorten einzelner Anlagen.

## EP 2-Klasse

### E-82

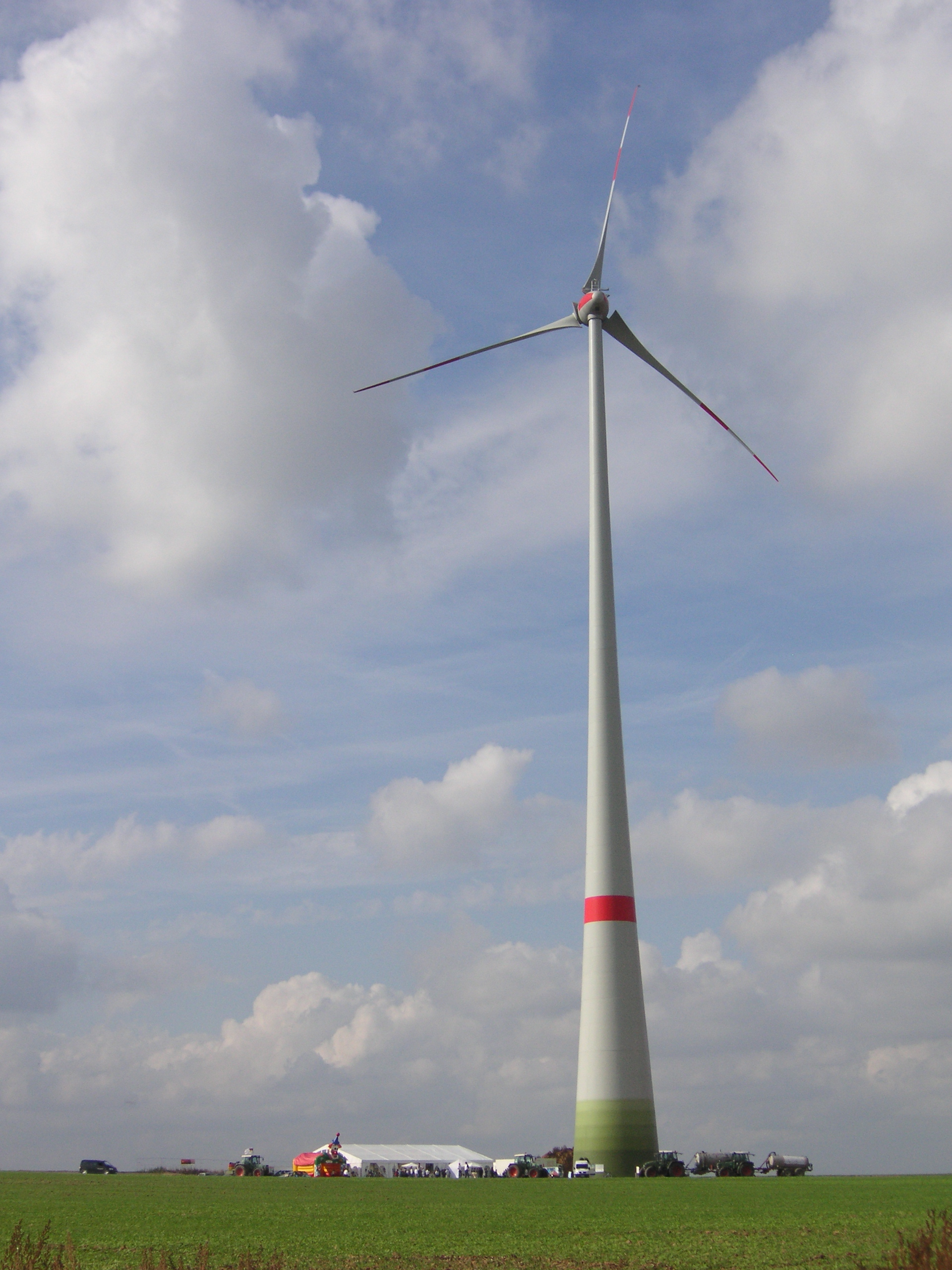
E-82 in der Nähe von Sommerhausen

Von der E-82 existieren verschiedene Versionen mit unterschiedlicher Nennleistung und Windklassen-Eignung. Insgesamt wurden bis Dezember 2013 ca. 5.300 Anlagen dieser Baureihe errichtet.
- Nachfolgemodell der E-66; Binnenlandversion der E-70 mit 82 m Rotordurchmesser,[1] neuem Rotorblattdesign und Maschinenhaus mit Aluminium-Verkleidung (bei den Vorgängern war es aus GFK)
- Prototypen: Dezember 2005 in Simonswolde, Gemeinde Ihlow, Ostfriesland; zweite Anlage Anfang 2006, Steinkopfinsel, Magdeburg-Rothensee, Markteinführung Mitte 2006
- Bis April 2019 wurden 4.006 Anlagen errichtet.[2]
- Getriebelose Anlage
- Nennleistung: 2000 kW
- Einschaltgeschwindigkeit: 2,5 m/s
- Abregelwindgeschwindigkeit: 28–34 m/s
- Nabenhöhe: 78 m / 85 m / 98 m / 108 m / 138 m

#### E-82 E2

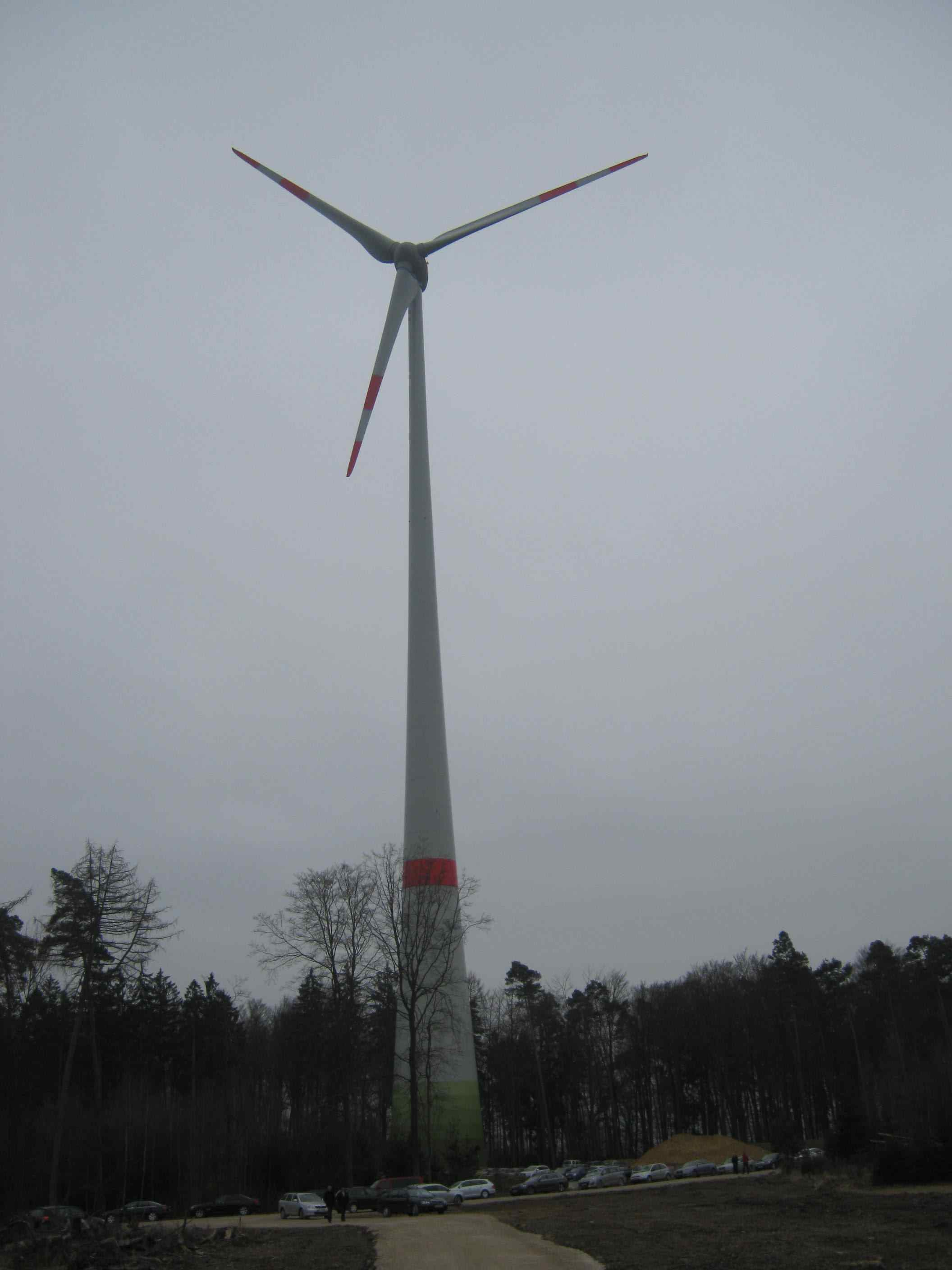
E-82 E2 im Windpark Neuerkirch

Bei der E-82 E2 handelt es sich um eine Variante der E-82, die über eine um 300 kW erhöhte Nennleistung verfügt. Die leichte Leistungssteigerung wird durch eine Optimierung der Luftkühlung ermöglicht; die Gusskomponenten wurden für die halbautomatisierte Fertigung in der Enercon-eigenen Gießerei optimiert. Turmsysteme, Rotorblätter und Windklasseneignung sind identisch zum Typ E-82 2,0 MW. Der Prototyp wurde im Januar 2009 in Fiebing errichtet, die Anlage befindet sich in Serienfertigung.
Laut Enercon beträgt der Primärenergiebedarf für den Lebenszyklus einer E-82 E2 auf einem 97-m-Betonturm 2880 MWh. Da eine E-82 E2 auf typischen Standorten im Binnenland 101.990 MWh erzeugen kann, ergibt sich damit ein Erntefaktor von 35,4. In Küstennähe (117.500 MWh) liegt der Erntefaktor bei 40,8, direkt an der Küste (147.000 MWh) bei 51. Damit beträgt der Zeitraum bis zur energetischen Amortisation für typische Binnenlandstandorte 6,8 Monate, für küstennahe Standorte 5,9 Monate und für Küstenstandorte 4,7 Monate. Diese Zahlen wurden von TÜV Rheinland bestätigt.
Bis April 2019 wurden 3.260 Anlagen des Typs E-82 E2 mit 2,3 MW errichtet.
- Nennleistung: 2000 kW / 2300 kW
- Rotordurchmesser: 82 m
- Nabenhöhe in Meter: 78 / 84 / 85 / 98 / 108 / 138
- Windklasse: IIA
- Max. Schallleistungspegel: 103,5 dB(A) (2000 kW) / 104 dB(A) (2300 kW)

#### E-82 E4
Ebenfalls im Januar 2010 kündigte Enercon eine neue E-82 mit 3,0 MW Leistung an. Daraus entstanden die E-82 E3 und E-82 E4, die für die Windklassen IEC IIA bzw. IEC IA geeignet sind. Beide Anlagen sind für deutlich windreichere Standorte gedacht als die E-82 E1/E2 2,0 MW bzw. E-82 E2 2,3 MW. Da die Rotorkreisfläche konstant bleibt, soll vor allem bei stärkerem Wind (Windgeschwindigkeit größer als 8,5 m/s) der Ertrag erhöht werden. Die Leistungssteigerung wird durch eine Modifizierung des Generators möglich, der neben der Luftkühlung um eine Wasserkühlung im Stator ergänzt wird. Diese Version der E-82 hat abgesehen von der Wasserkühlung und einigen Details, einer Verstärkung von Blättern, Turm und Fundament im Wesentlichen denselben Aufbau wie die E-82 E2 2,3 MW. Die E-82 E3 unterscheidet sich jedoch bei den Gusskomponenten und der Anordnung von Schaltschränken von der bereits früher errichteten wassergekühlten E-82 E1 mit 3 MW, von der weit über hundert Anlagen errichtet wurden. Ein weiteres Unterscheidungsmerkmal besteht darin, dass bei der alten Version E-82 E1 3 MW die Wärmetauscher der Wasserkühlung auf dem Dach des Maschinenhauses montiert waren, wohingegen die Wärmetauscher der E-82 E3 im Inneren des Maschinenhauses sind. Die Bauteilabmessungen werden im Vergleich zur E-82 2,0 MW und der E-70 weitgehend beibehalten. Es soll an Windklasse-IA-Standorten ein neuer 85 m Stahlrohrturm zum Einsatz kommen. Für IIA-Standorte sollen die bestehenden 78 m bis 138 m Türme verwendet werden. Der Prototyp wurde im Frühjahr 2010 errichtet; die Anlage befindet sich in Serienfertigung. Für Anlagen an Starkwindstandorten werden die Hauptgurte in den drei Rotorblättern aus kohlenstofffaserverstärktem Kunststoff gefertigt. Bisher errichtet wurden 504 Anlagen (Stand April 2019).
- Nennleistung: 2350 kW / 3000 kW
- Rotordurchmesser: 82 m
- Nabenhöhe in Meter: 59 / 69 / 78 / 84
- Windklasse: IA / IIA
- Max. Schallleistungspegel: 104 dB(A) (2350 kW) / 106 dB(A) (3000 kW)

-

## EP 3-Klasse

### E-115 EP3

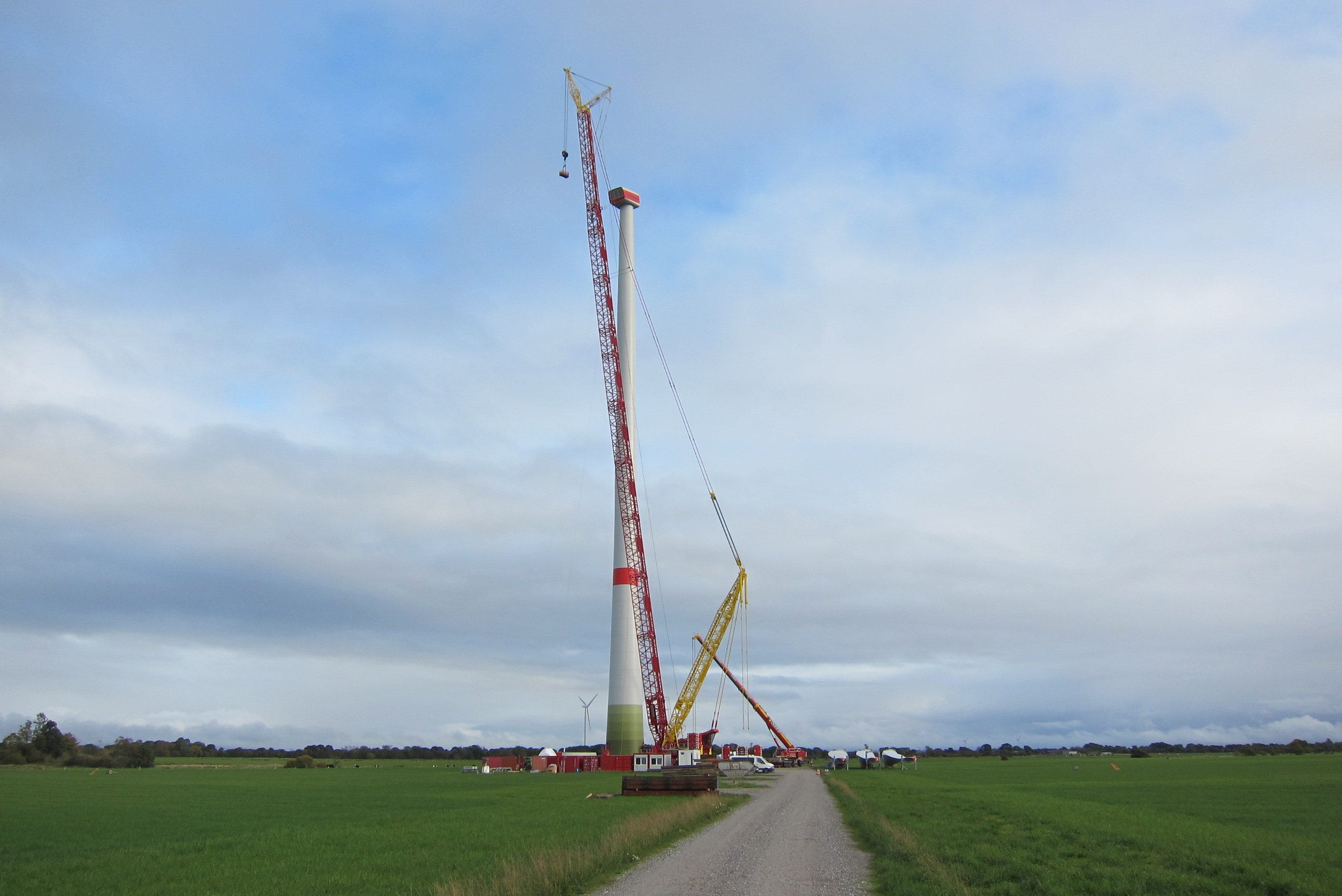
Aufbau des Prototyps der E-115 EP3 im Windkraftanlagentestfeld Janneby

Die E-115 EP3 hat denselben Rotordurchmesser wie die ältere E-115 und ist mit identischen Nabenhöhen verfügbar. Damit können Standorte für die E-115 auf die neuere Plattform umgeplant werden.
Die E-115 EP3 wurde zum 1. Januar 2024 aus dem Portfolio von Enercon entfernt und nicht mehr für den deutschen Markt produziert.
- Prototypen: August 2020 in Leuze-en-Hainaut (Belgien),[7] November 2020 in Janneby (Schleswig-Holstein)
- Nennleistung: 2990 kW / 4200 kW / 4260 kW (E4)
- Rotordurchmesser: 115,7 Meter
- Nabenhöhe in Meter: 67 / 92 / 122 / 135 / 149
- Windklasse: IA / IIA

### E-138 EP3

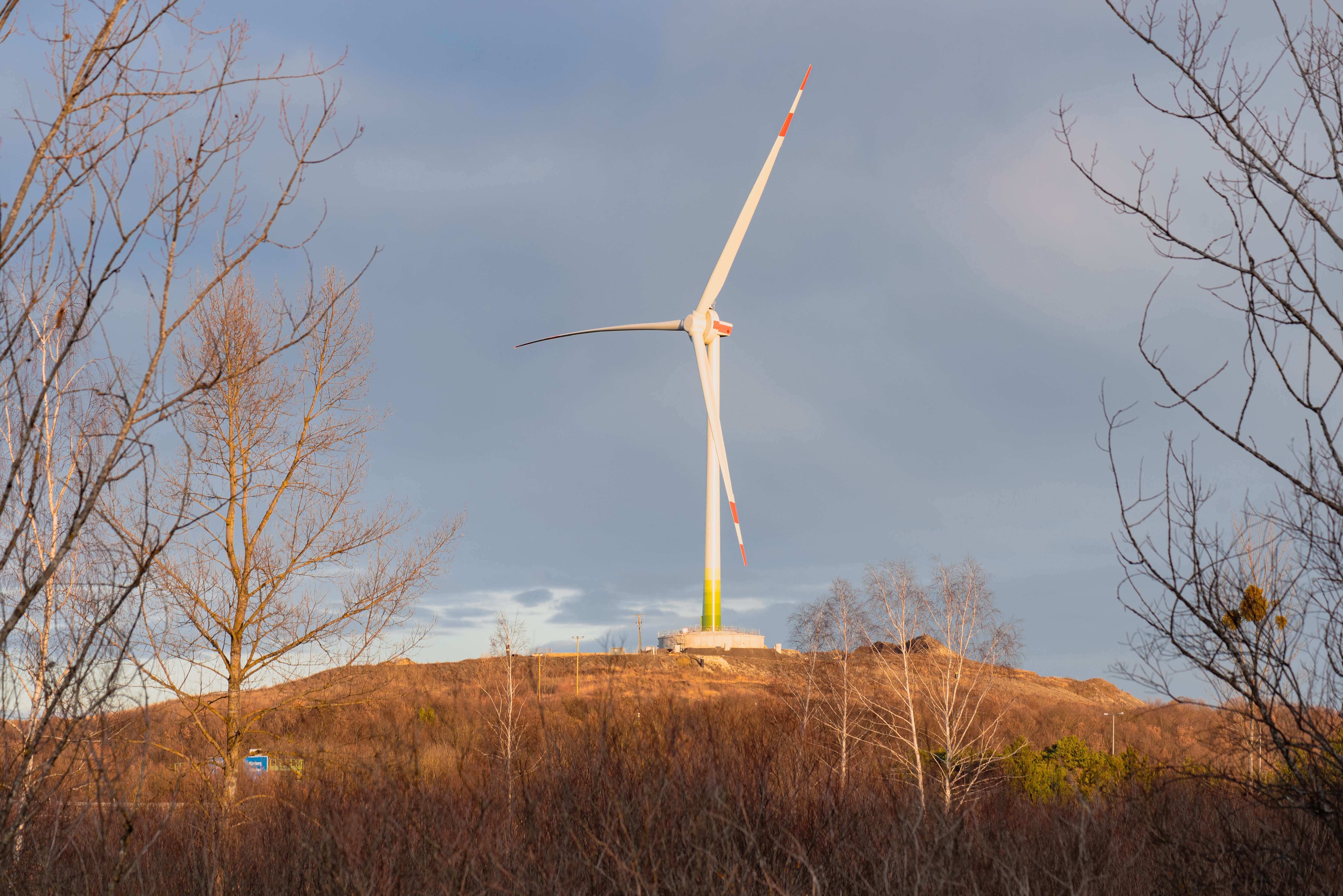
Windkraftanlage Freimann in München: E-138 EP3

Die E-138 EP3 teilt sich eine Baureihe mit der gemeinsam vorgestellten E-126 EP3 und weist technisch ähnliche Spezifikationen auf. Wie diese verfügt die E-138 EP3 über einteilige Rotorblätter in GfK-Bauweise und einen direktangetriebenen Generator mit Aluminiumspulen, zudem wurde die Gondel nicht mehr eiförmig konstruiert. Die Leistung beträgt ebenfalls 3,5 MW, der Rotordurchmesser wurde auf 138 m erhöht. Der Generator verfügt über den gleichen Durchmesser wie bei der E-126 EP3, erhöht aber das Spannungslevel des elektrischen Systems von 400 auf 630 Volt. Die aktiven Gleichrichter und neuen Wechselrichter sollen bessere Netzeigenschaften und einen verbesserten Wirkungsgrad erzielen. Ausgelegt ist die Anlage für Schwachwindstandorte und einen Betriebszeitraum von 25 Jahren. Das Rotorblatt mit 66,8 m Länge wurde in einem Teststand des Fraunhofer-Institut für Windenergiesysteme in Bremerhaven gemäß IEC 61400-23 erprobt. Die Nabenhöhe beträgt zwischen 81 und 160 m, das jährliche Regelarbeitsvermögen gibt Enercon mit mehr als 13,2 GWh bei 131 m Nabenhöhe und 7 m/s an.
Der Prototyp der Baureihe wurde im Windtestfeld Wieringermeer in den Niederlanden errichtet und nahm im Februar 2019 den Testbetrieb auf. Die Serienfertigung soll Ende 2019 anlaufen. Im September 2018 kündigte Enercon eine Version mit einer Nennleistung von 4,2 MW unter der Bezeichnung E-138 EP3 E2 an. Der Prototyp der E2-Variante wurde Anfang 2020 in Janneby in Schleswig-Holstein errichtet. 201 Einheiten dieser Anlage sind im schwedischen Windpark Markbygden geplant. Im September 2021 kündigte Enercon die Enercon E-138 EP3 E3 an mit einer Nennleistung von 4,26 MW. Der Prototyp der E3-Variante wurde Ende 2022 in Staphorst (Niederlande) errichtet. Im September 2023 kündigte Enercon die Enercon E-138 EP3 E4 an mit einer Nennleistung von 4,5 MW. Der Prototyp der E4 Variante soll 2024 errichtet werden.
Im Jahr 2021 war die E-138 EP3 der am häufigsten in Betrieb gegangene Anlagentyp in Deutschland.
- Prototypen: E1: Windtestfeld Wieringermeer (Niederlande); E2: Janneby (Schleswig-Holstein), Schwennenz (Mecklenburg-Vorpommern) E3: Staphorst (Niederlande)
- Nennleistung: 3500 kW (E1) / 4200 kW (E2) / 4260 kW (E3) / 4500 kW (E4)
- Rotordurchmesser: 138,25 Meter
- Nabenhöhen in Meter: Nabenhöhen 81 / 99 / 111 / 131 / 149 / 160[15]
- Windklasse: IIIA / IIA[15]
- Drehzahl: 4,4–10,8/min
- Abregelwindgeschwindigkeit: 22–28 m/s

## EP 5-Klasse
Im März 2019 kündigte Enercon eine neue, in Kooperation entwickelte Anlagenplattform mit der Bezeichnung EP5 an. Die Plattform basiert auf der Lagerwey L136 und verfolgt einen ähnlich kompakten und kostenoptimierten Maschinenbau wie die EP 3-Klasse. Wesentlicher technischer Unterschied ist der Einsatz von Dauermagneten im Generator. Die Betriebsspannung beträgt 690 Volt. Anlagen der EP 5-Plattform haben eine Bemessungslebensdauer von 20 Jahren.

### E-160 EP5

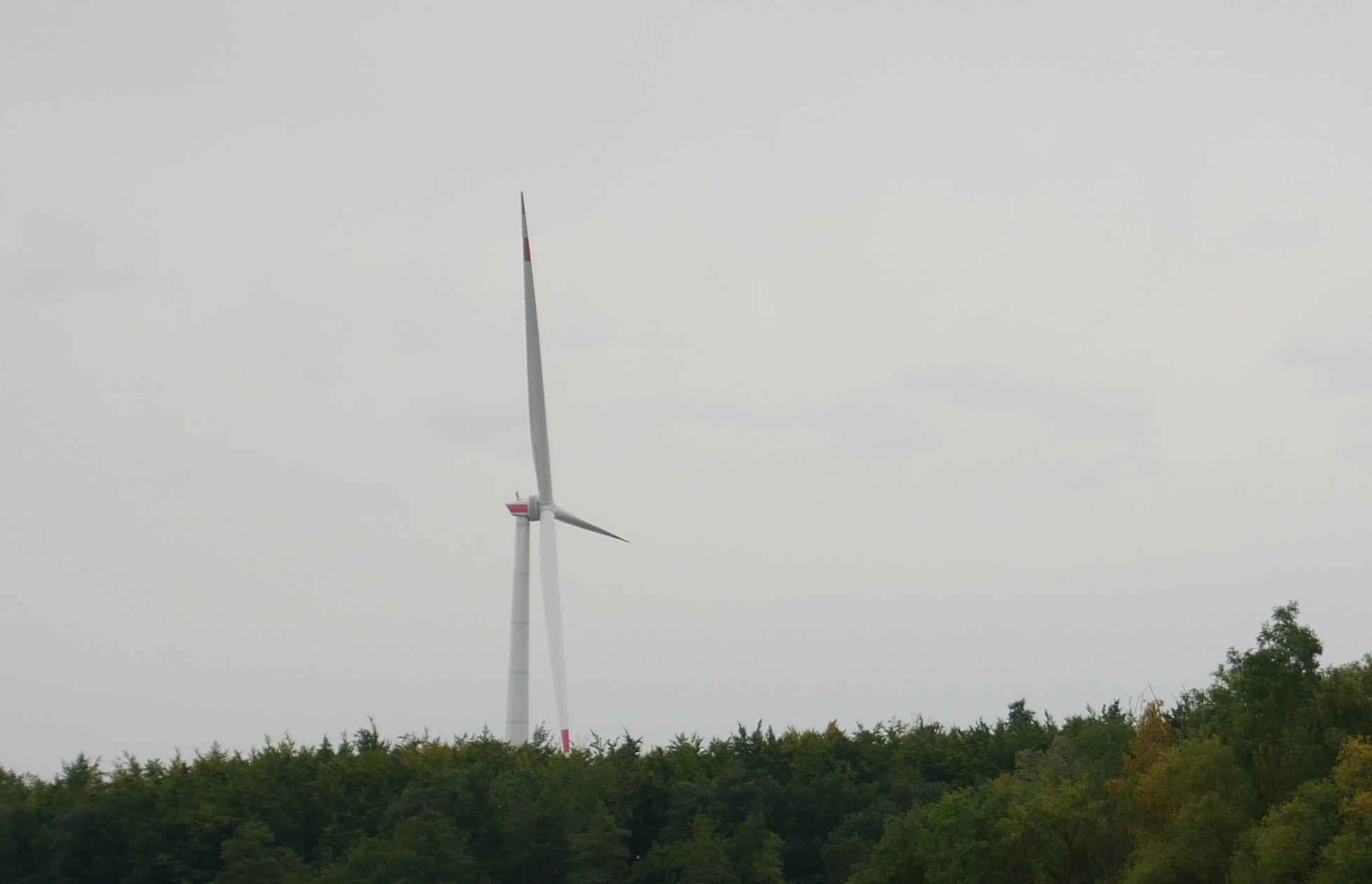
E-160 EP5 im Windtestfeld Grevenbroich (2022)

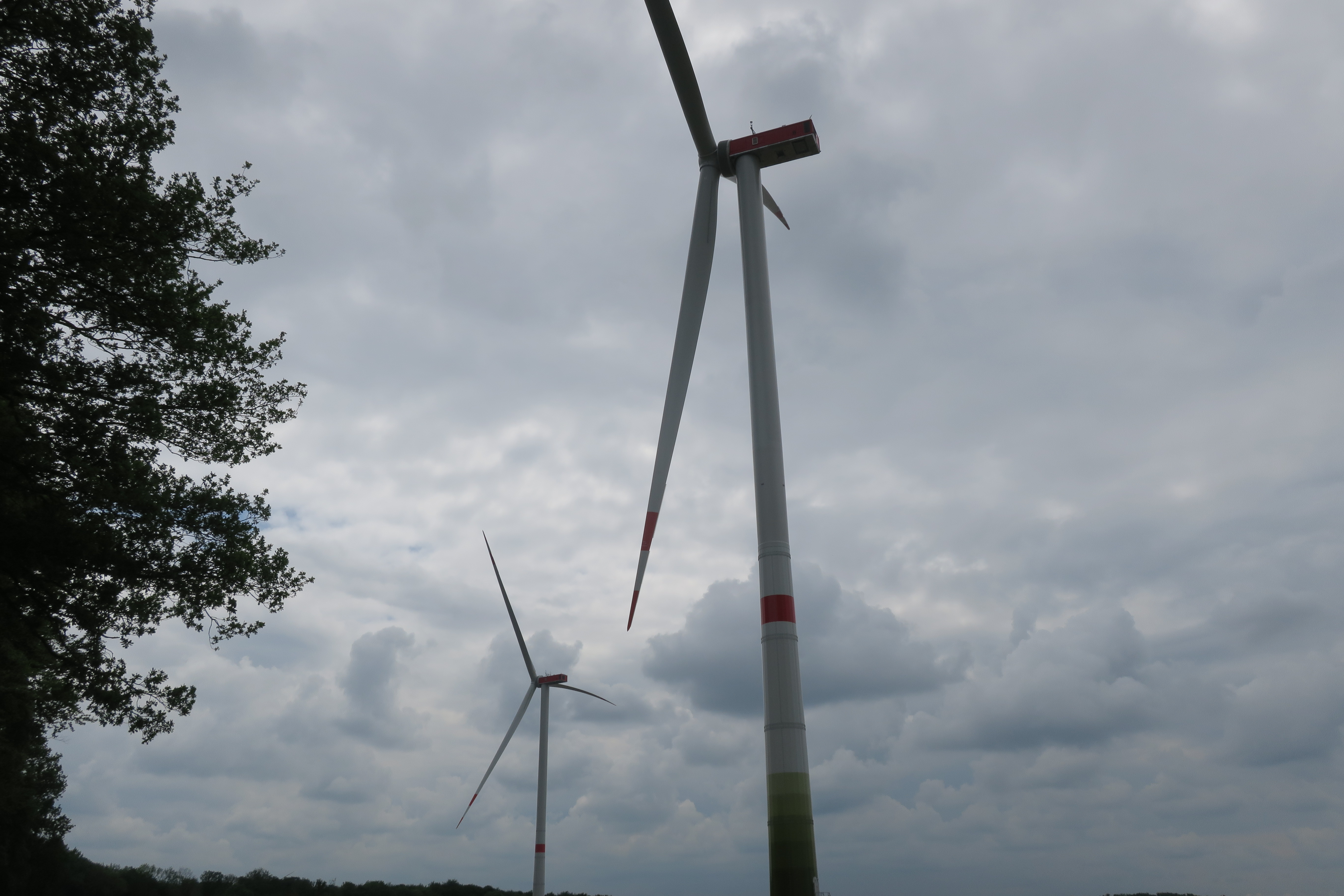
Zwei Prototypen der E-160 EP5 E3 R1 in Salzkotten (2024)

Dieser Anlagentyp wurde gemeinsam mit der E-147 EP5 angekündigt. Anders als die E-147 EP5 weist die E-160 EP5 eine Nennleistung von 4,6 MW auf. Sie ist für Standorte mit schwächeren Windbedingungen konzipiert. Der erste Prototyp wurde 2020 im niederländischen Testfeld Wieringermeer errichtet. Im Auftrag des chilenischen Energieversorgungsunternehmens Colbún befindet sich der Windpark Horizonte mit 132 Einheiten der E-160 EP5 mit einer Gesamtleistung von 607 Megawatt in der Atacama-Wüste in Planung. Im Juli 2020 kündigte Enercon eine leistungsgesteigerte Variante mit der Bezeichnung E-160 EP5 E2 an. Sie hat eine Nennleistung von 5,5 MW. Enercon hat 2021 den Prototyp der E-160 EP5 E1 in Wieringermeer zur E2 umgebaut. Im Dezember ging der zweite Prototyp im Windtestfeld Grevenbroich in Betrieb.
Im Dezember 2020 kündigte Enercon die E-160 EP5 E3 an. Bei dieser Anlage werden die benötigten Wechselrichter sowie der Transformator in einer neuen Sektion im Heck des Maschinenhauses angeordnet. Enercon nennt diese Entwicklung E-Gondel und passt sich damit der etablierten Konstruktion anderer Hersteller an. Die auf Nabenhöhe umgerichtete elektrische Energie wird durch eine Mittelspannungsleitung den Turm hinabgeführt. Bis dahin befand sich die Technik in einem E-Modul im Enercon-Turmfuß. Der Strom wurde über insgesamt 48 Niederspannungsleitungen von oben nach unten übertragen. Die Umrichtung in der Nähe des Generators senkt die Kabelverluste und Materialkosten. Die Errichtung des Prototyps erfolgte im Frühjahr 2022 im niedersächsischen Hämelhausen.
Die E-160 EP5 ist vom internationalen Fachmagazin Windpower Monthly mit dem „turbine of the year award 2020“ in der Kategorie „Best Onshore Turbine 4.5 MW+“ ausgezeichnet worden.
Mit dem Modell R1 („Release One“) erhielt 2023 die E-160 EP5 E3 einige Änderungen: Das Maschinenhaus besitzt nun eine selbsttragende Struktur, ein verbessertes Steuerungssystem und verbesserte Umrichtertechnologie. Das R1-Modell ist für eine industrielle Produktion nach dem Baukastenprinzip optimiert und bildet die Grundlage für alle neuen EP3- und EP5-Turbinentypen. Enercon strebt eine Produktion von 800 Maschinen pro Jahr an. Die Errichtung des Prototyps erfolgte im Winter 2023/2024 im Nordrhein-Westfälischen Salzkotten.
- Prototyp: E1: 2020 und E2: 2021 in Wieringermeer (Niederlande); E3: 2022 in Hämelhausen (Niedersachsen); E3 R1: 2023/2024 in Salzkotten (Nordrhein-Westfalen)
- Nennleistung: 4600 kW (E1) / 5500 kW (E2) / 5560 kW (E3) / 5560 kW (E3 R1)
- Rotordurchmesser: 160 Meter
- Nabenhöhe in Meter: 99 (Stahlturm) / 120 (Hybrid-Stahlturm) oder (modularer Stahlturm) / 140 (modularer Stahlturm) / 160 (Hybrid-Turm) / 166,6 (Hybrid-Turm) oder (modularer Stahlturm) oder (Hybrid-Stahlturm)
- Windklasse: IIIA
- Jahresenergieertrag: 21.709,85 MWh bei 7,5 m/s und 5560 kW

### E-175 EP5

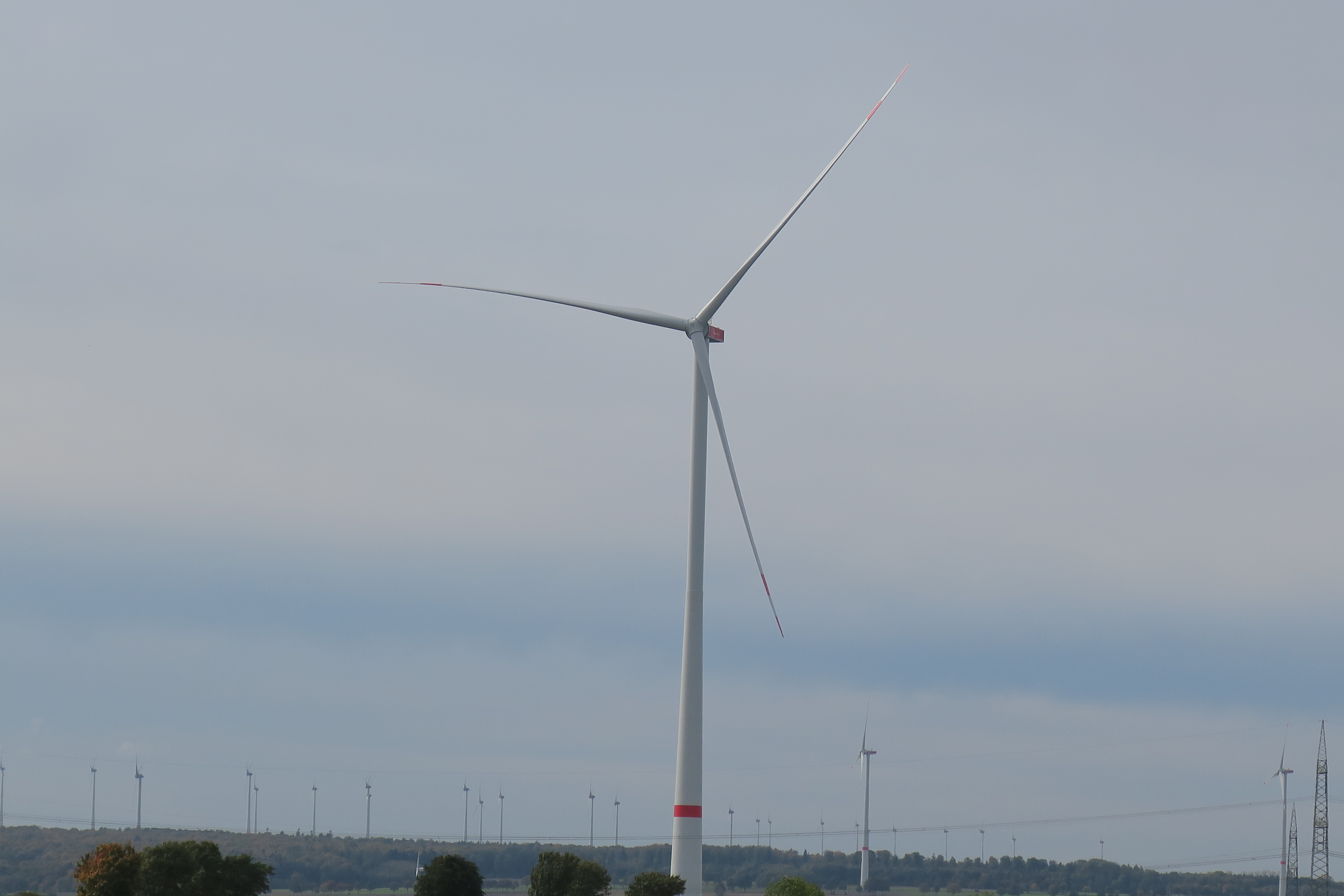
E-175 EP5 E1 mit 6 MW auf 162-m-Turm in Borchen-Etteln (2024)

Auf der WindEnergy Hamburg 2022 stellte Enercon die E-175 EP5 vor. Der Aufbau des Prototyps erfolgte im August 2024. Auf der HUSUM Wind 2023 stellte Enercon die E-175 EP5 E2 vor. Der Aufbau des Prototyps erfolgte im April 2025, die Serienfertigung im selben Jahr.
Die E-175 EP5 E2 besitzt einen neuen Generator, der als Außenläufer konzipiert ist und aufgrund seiner Größe wieder teilbar ist. Dadurch vergrößert sich der Luftspaltdurchmesser von 5,50 Metern für den E1-Generator auf 9,50 Meter für den leistungsstärkeren E2-Generator, was ein höheres Drehmoment und eine höhere Leistung ermöglicht. Die Generatoren werden u. a. in Magdeburg gefertigt. Die Montage beider Hälften erfolgt auf der Baustelle.
- Nennleistung: 6000 kW, 6300 kW (E1) / 7000 kW (E2)
- Rotordurchmesser: 175 Meter
- Nabenhöhe in Meter: 112 (Stahlturm) / 132 / 140 (Hybrid-Stahlturm) / 162 / 175 (Hybrid-Turm) oder (Hybrid-Stahlturm)
- Windklasse: S
- Prototyp: E1: 2024 in Borchen-Etteln (Nordrhein-Westfalen) und E2: 2025 in Syke-Wachendorf (Niedersachsen)

## Frühere Anlagen

### E-10
- Prototyp: 11/2007, Aurich
- Bauzeit: 2007–?
- Anzahl errichteter Anlagen: 3

- Nennleistung: 30 kW
- Rotordurchmesser: 10 m
- Nabenhöhe in Meter: 20

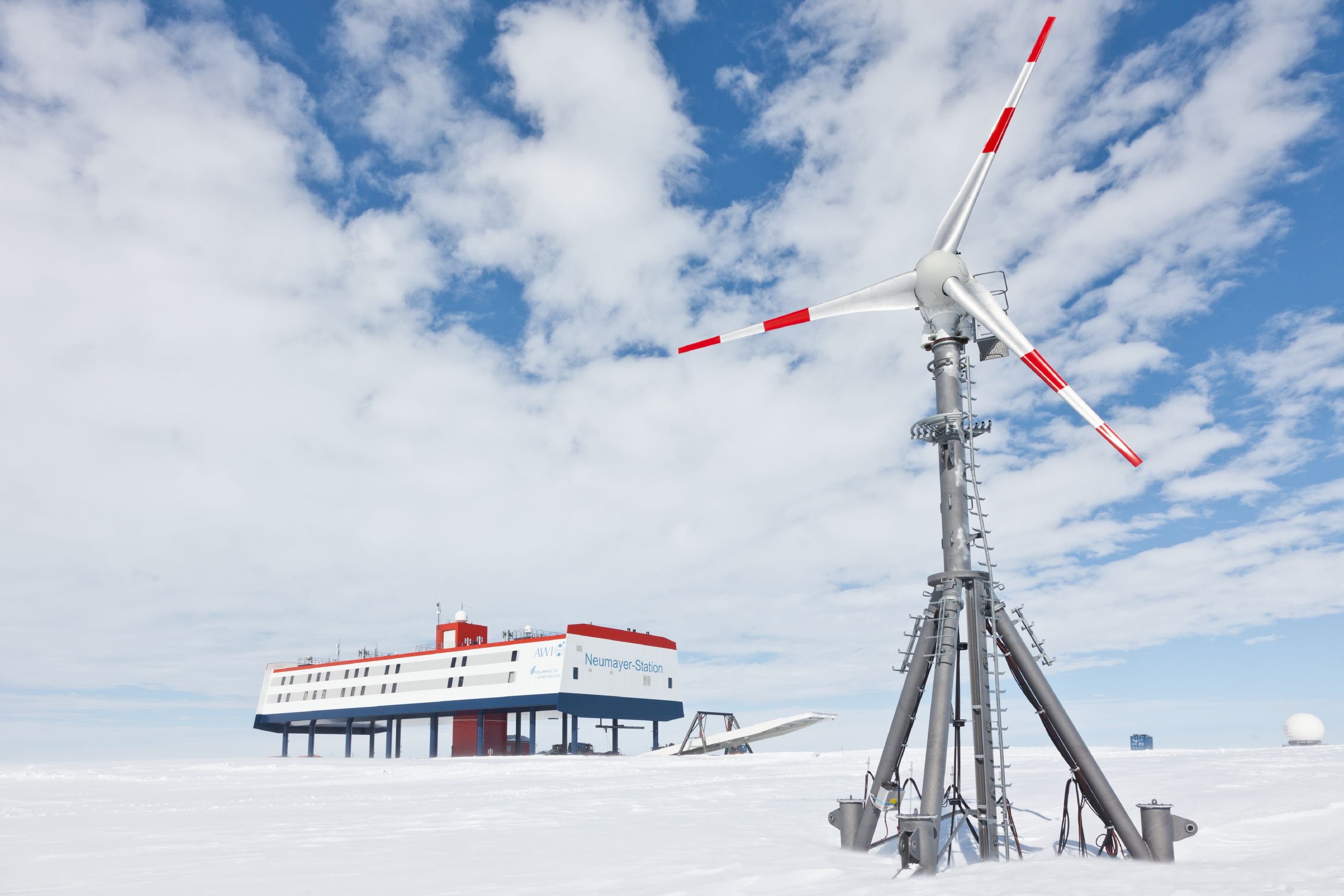
Enercon E-10 an der Neumayer-Station III

- Einschaltgeschwindigkeit 2 m/s
- Abregelwindgeschwindigkeit 30–35 m/s
- Getriebelos

Eine Anlage dieses Typs wurde in der Antarktis beim Aufbau der Neumayer-Station III errichtet. Eine weitere Anlage entstand 2008 zur Vermessung im Windtestfeld bei Simonswolde, in unmittelbarer Nähe zur A 31 bei Emden. Die E-10 und E-20 wurden mittlerweile demontiert.

### E-12
- Prototyp: ?
- Bauzeit: 1997–2000
- Anzahl errichteter Anlagen: 5

- Nennleistung: 30 kW
- Rotordurchmesser: 12 m
- Nabenhöhe in Meter: 24 / 28,5 / 30 / 34
- Einschaltgeschwindigkeit 2 m/s
- Abregelwindgeschwindigkeit 30–35 m/s
- Getriebelos

Die Enercon E-12 wurde zur Erprobung von permanentmagneterregten Generatoren entwickelt. Dem Vorteil der Gewichtseinsparung bei Generator, Maschinenträger, Turm und Fundament standen bei der E-12, wie heute bei anderen Herstellern, Nachteile bei der Regelbarkeit, Effizienz, Herstellung und Wartung entgegen. Von den insgesamt nur fünf errichteten Anlagen stand eine im niedersächsischen Barßel. Diese Anlage wurden mittlerweile demontiert. Eine Anlage steht im sächsischen Lengenfeld. Die Anlage im bayerischen Mindelheim wurde mittlerweile demontiert.

### E-15 / E-16

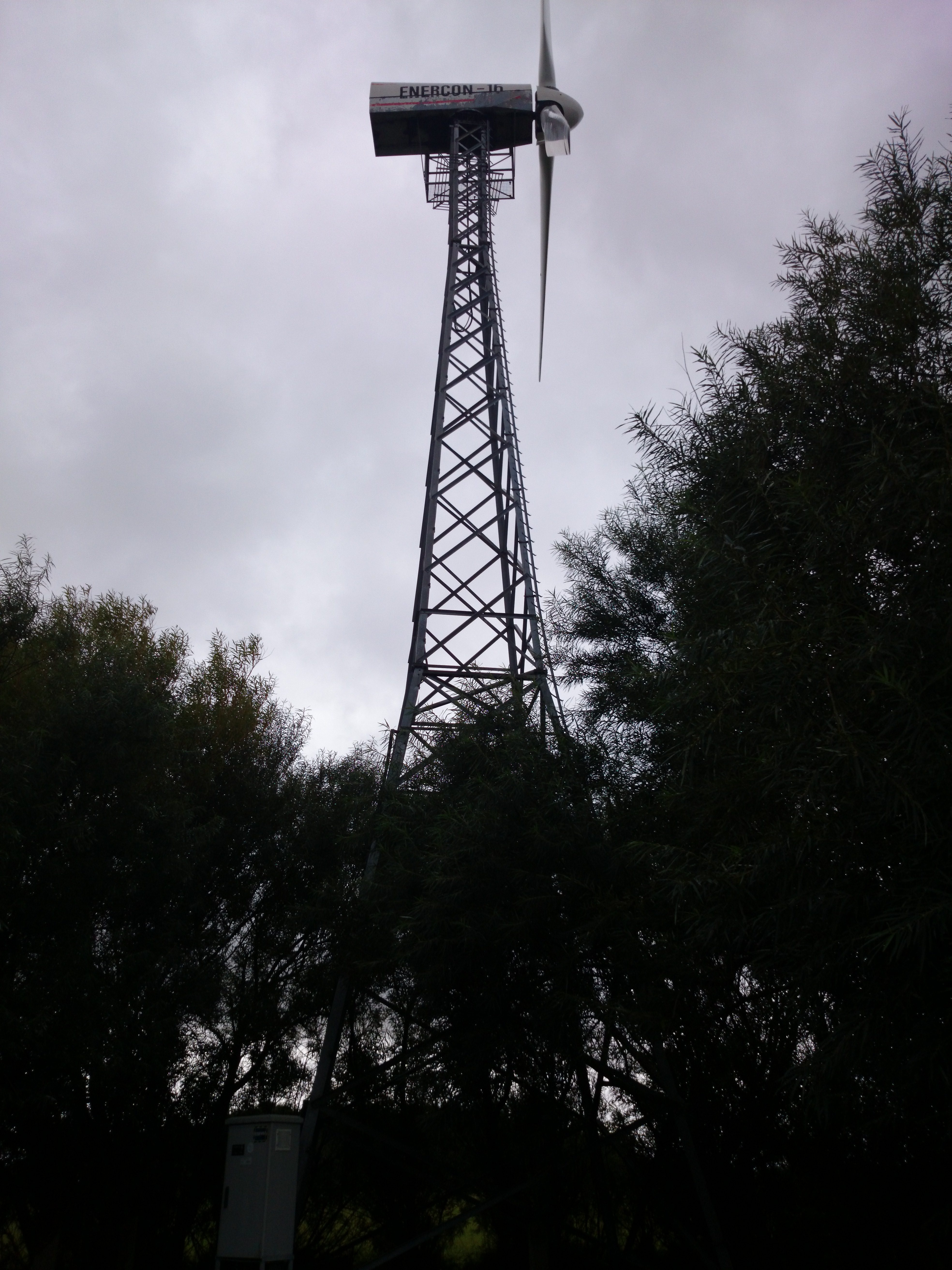
E-16 in Norden

- Prototyp: 1984, Aurich (Privatgrundstück von Aloys Wobben)
- Bauzeit: 1985–1989
- Anzahl errichteter Anlagen: 46
- Nennleistung: 55 kW
- Rotordurchmesser: 15 / 16 m
- Nabenhöhe in Meter: 18 / 22,5 / 28,5
- Einschaltgeschwindigkeit 2 m/s
- Abregelwindgeschwindigkeit 25 m/s
- Getriebeanlage mit Synchrongenerator und Wechselrichter

Die Enercon E-15 war die allererste von Enercon entwickelte Windkraftanlage. Am 27. Mai 2015 wurde die Prototypen-Anlage in Aurich demontiert und als Ausstellungsstück in das nahegelegene Energie-, Bildungs- und Erlebniszentrum gebracht.

### E-17 / E-18

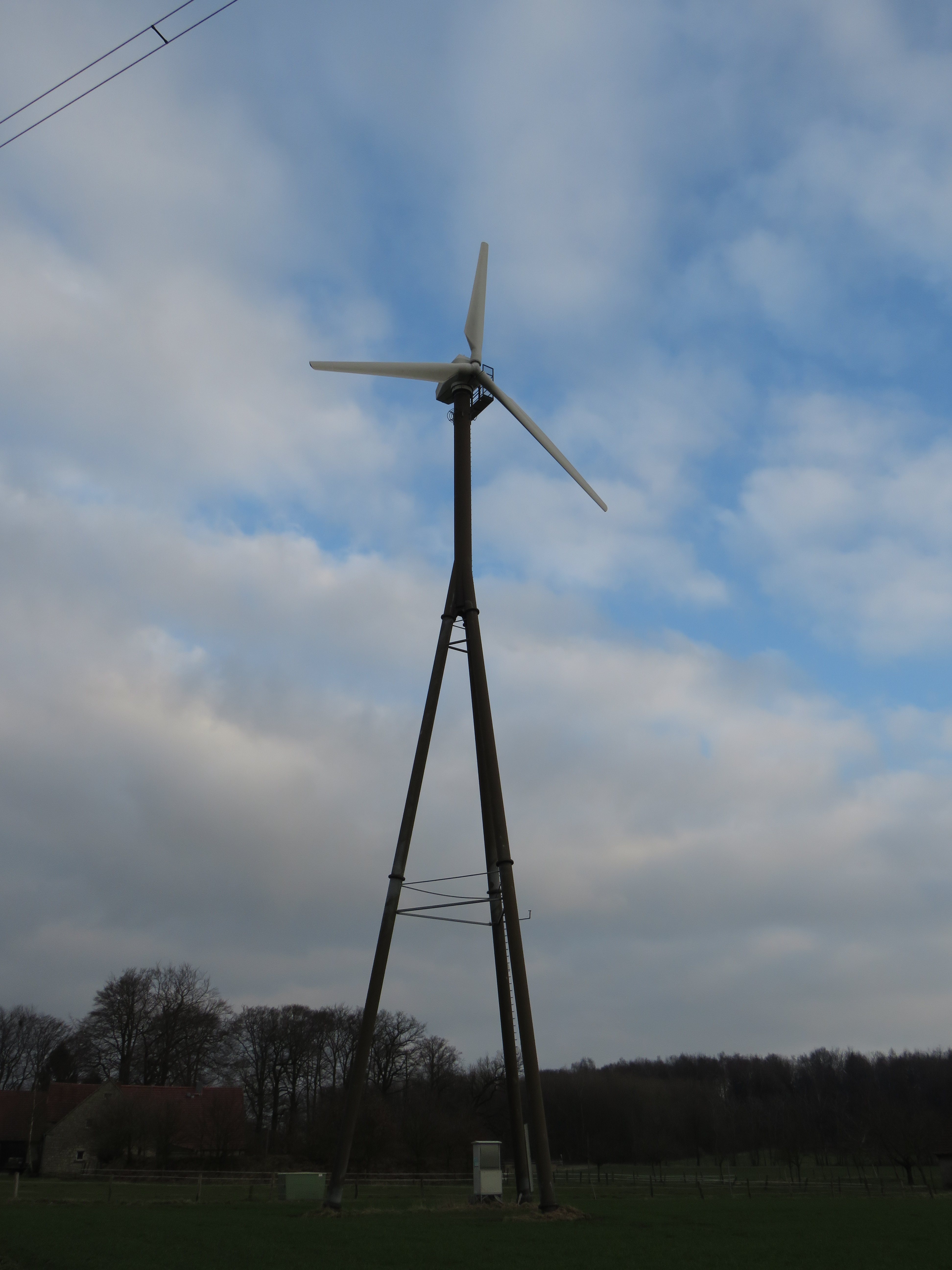
E-18 in Ibbenbüren

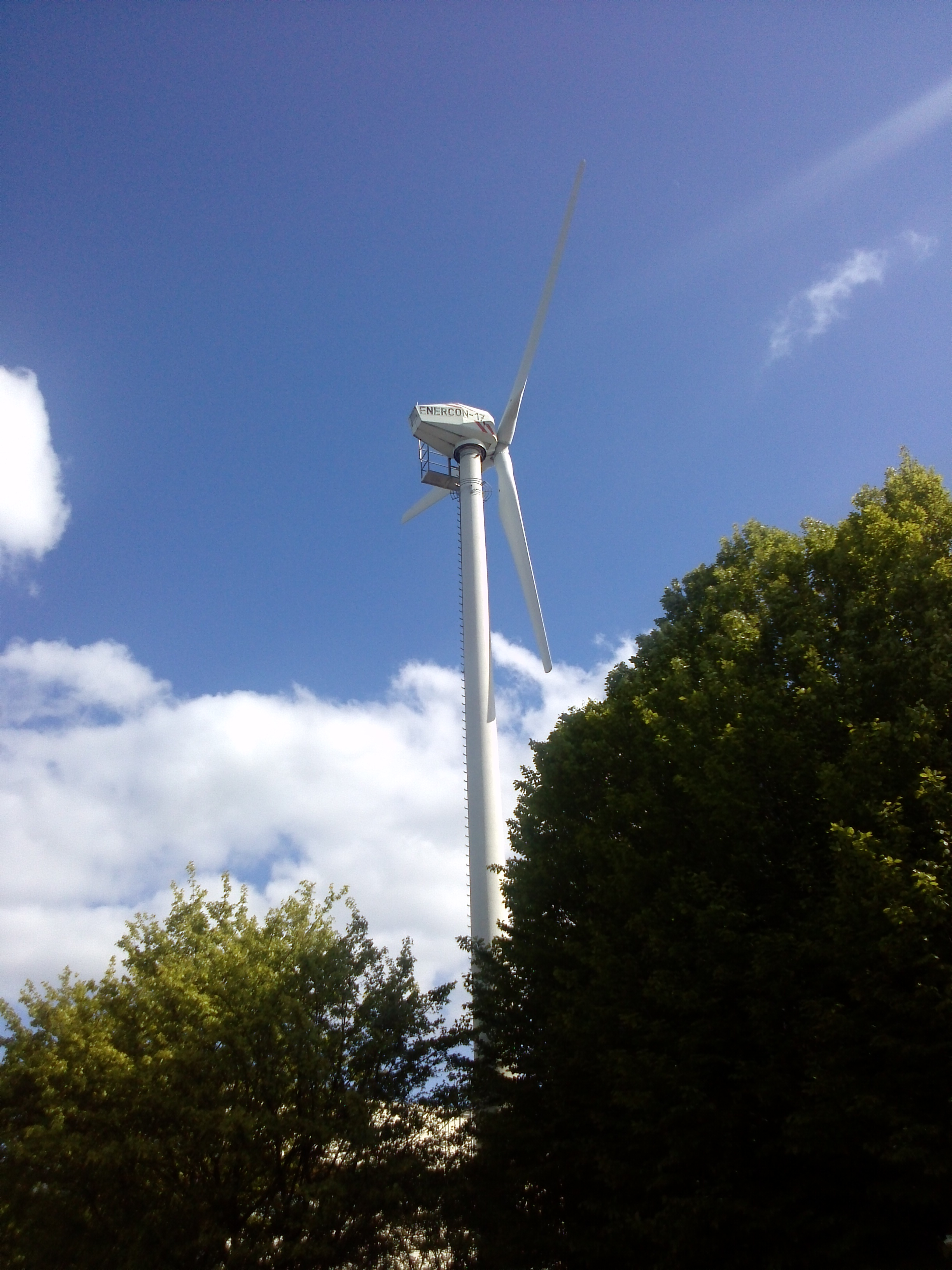
E-17 am Firmensitz in Aurich

- Prototyp: E-17: 1989, Aurich (nach abgelaufener Lebensdauer wurde diese im Mai 2019 abgebaut.[24])
- Bauzeit: 1989–1994
- Anzahl errichteter Anlagen: 158
- Nennleistung: 80 kW
- Rotordurchmesser: 17 / 18 m
- Nabenhöhe in Meter: 28,5 / 30,1 / 30,5 / 32,5 / 34,1 / 36,7
- Einschaltgeschwindigkeit 2 m/s
- Abregelwindgeschwindigkeit 25 m/s
- Getriebeanlage mit Synchrongenerator und Vollumrichter

Die Enercon E-17 / E-18 war Anfang der 1990er Jahre als Hofanlage insbesondere in Niedersachsen und Nordrhein-Westfalen weit verbreitet.

### E-20
- Prototyp: 09/2006, Aurich-Walle[25]
- Bauzeit: 2006–?
- Anzahl errichteter Anlagen: ?

- Nennleistung: 100 kW
- Rotordurchmesser: 20 m
- Nabenhöhe in Meter: 30
- Einschaltgeschwindigkeit 2 m/s
- Abregelwindgeschwindigkeit 30–35 m/s
- Getriebelos

Die Enercon E-20 wurde für den Betrieb in Inselnetzen insbesondere an schwer zugänglichen Starkwindstandorten entwickelt und ausgelegt. Daher kann die oberste Sektion des Stahlrohrturms für den Transport im Überseecontainer in die zweitoberste Sektion eingeschoben werden und so platzsparend verschifft werden. Die Anlage wird zurzeit allerdings nicht in der Produktpalette geführt. Eine weitere E-20 befand sich in Simonswolde an der A31 nahe Emden.

### E-30
- Prototyp: 1994, Indien
- Bauzeit: 1994–2005
- Anzahl errichteter Anlagen: 576

- Nennleistung: 230 kW (E-30/2.30), 300 kW (E-30/3.30)
- Rotordurchmesser: 30 m
- Nabenhöhe in Meter: 50

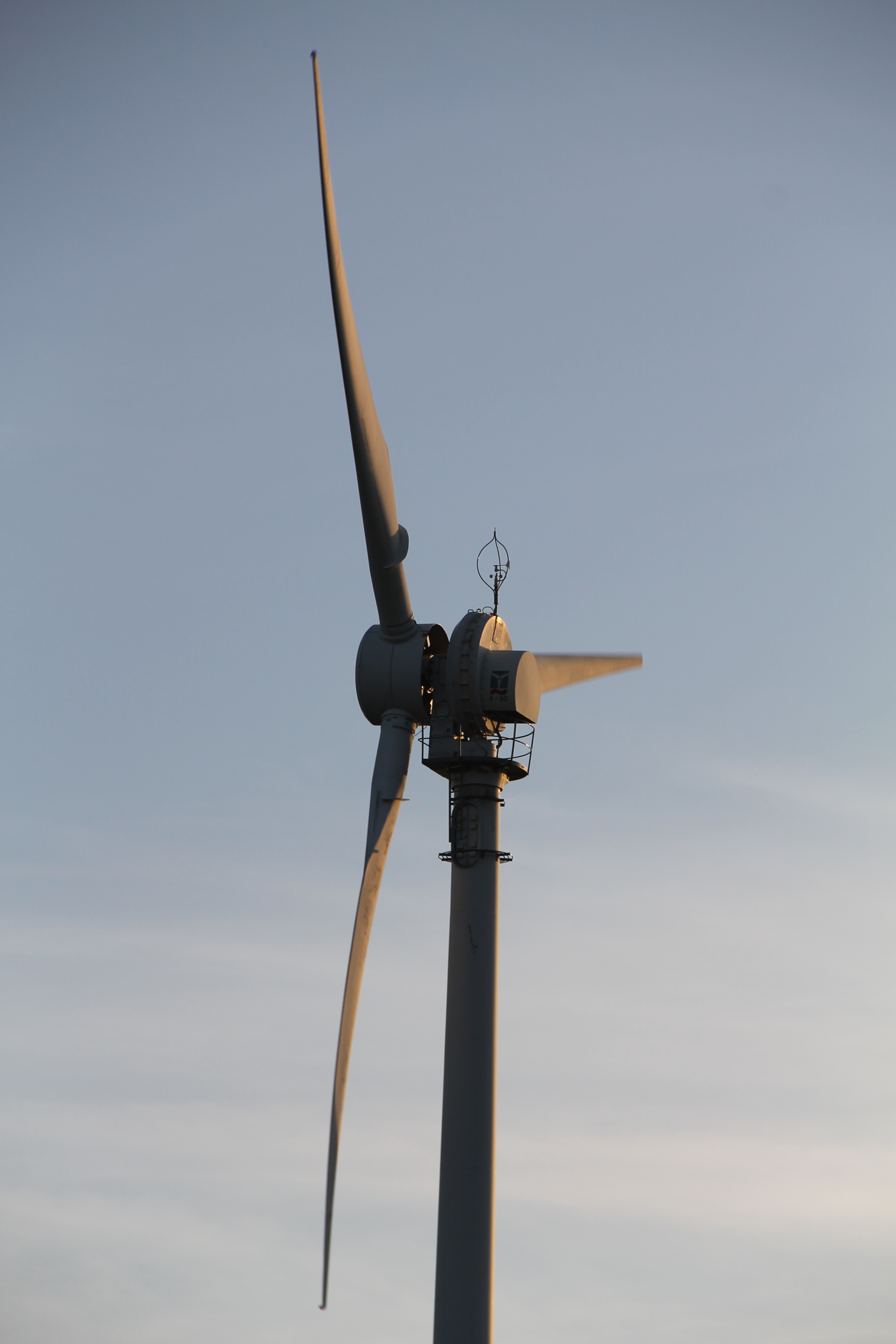
E-30 im Windpark Asseln

- Einschaltgeschwindigkeit 2 m/s
- Abregelwindgeschwindigkeit 30–35 m/s
- Getriebelos

Im Jahr 2005 wurde die Anlage auf das Modell E-33 mit neuem Rotorblattprofil umgestellt

### E-32 / E-33

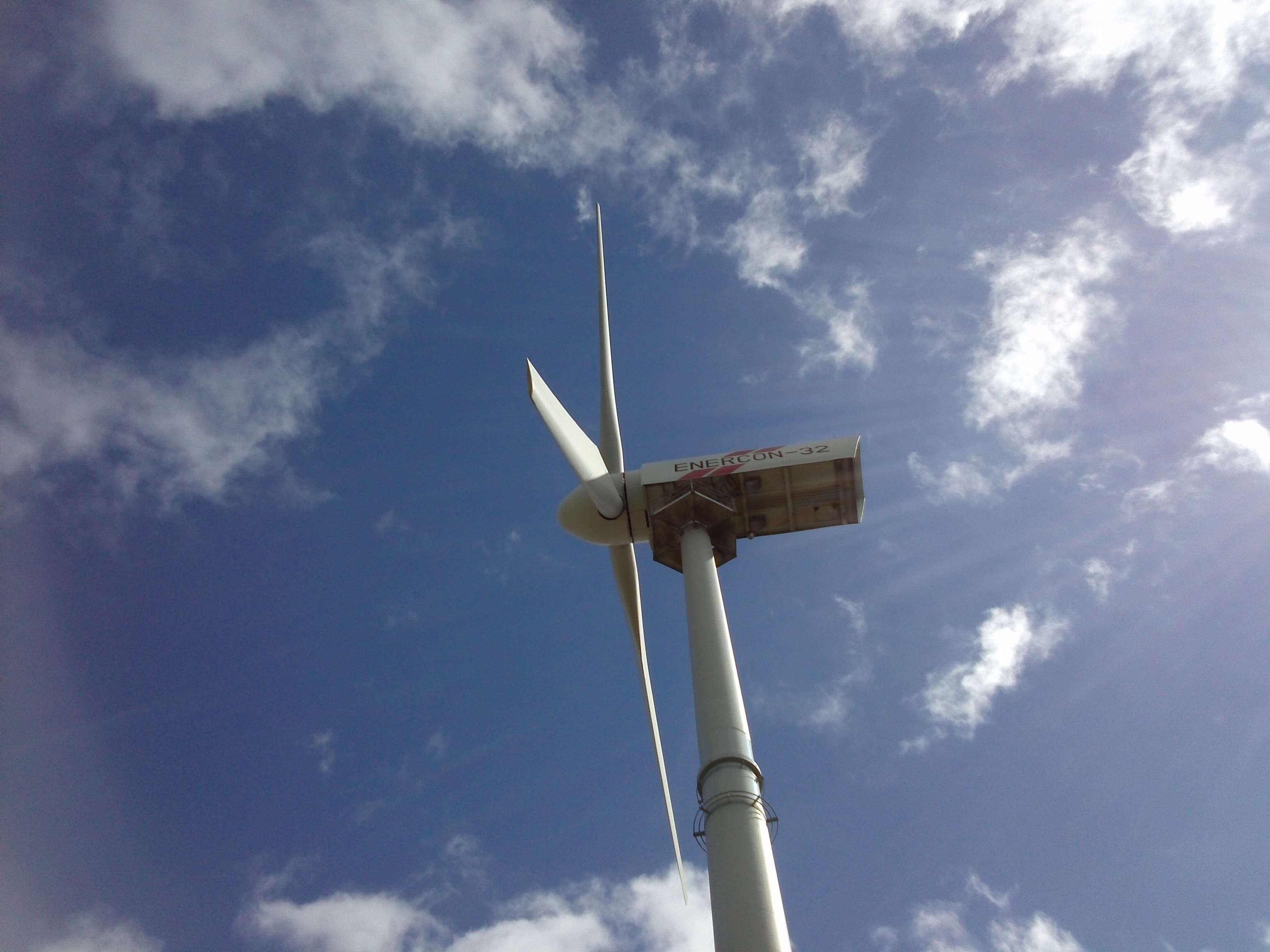
E-32 in Dornum

- Prototyp: ?
- Bauzeit: 1988–1993
- Anzahl errichteter Anlagen: 185

- Nennleistung: 300 kW bei 11,5 m/s Windgeschwindigkeit
- Rotordurchmesser: 32 / 33 m
- Nabenhöhe in Meter: 34 / 35 / 41 / 47
- Einschaltwindgeschwindigkeit: 3 m/s
- Abschaltwindgeschwindigkeit: 25 m/s
- Überlebenswindgeschwindigkeit: 68 m/s
- Getriebeanlage mit Synchrongenerator und Vollumrichter

Die Enercon E-32 / E-33 gehörte bei ihrer Markteinführung Ende der 1980er Jahre zu den leistungsstärksten auf dem Markt verfügbaren Windkraftanlagen. So wurde der Windpark Pilsum mit ihnen ausgestattet und war ab 1989 der leistungsstärkste Windpark Deutschlands. Auch das erste Auslandsprojekt von Enercon, der Windpark Roggenplaat in den Niederlanden in unmittelbarer Nähe des Oosterscheldekering wurde 1992 mit derartigen Anlagen ausgestattet (zehn Enercon E-33). Diese wurden im Jahr 2011 durch vier Enercon E-82 E2 ersetzt.

### E-33
- Prototyp: 2004, Aurich-Sandhorst
- Bauzeit: 2004–2012
- Anzahl errichteter Anlagen: 84

- Nennleistung: 330 kW
- Rotordurchmesser: 33 m
- Nabenhöhe in Meter: 50

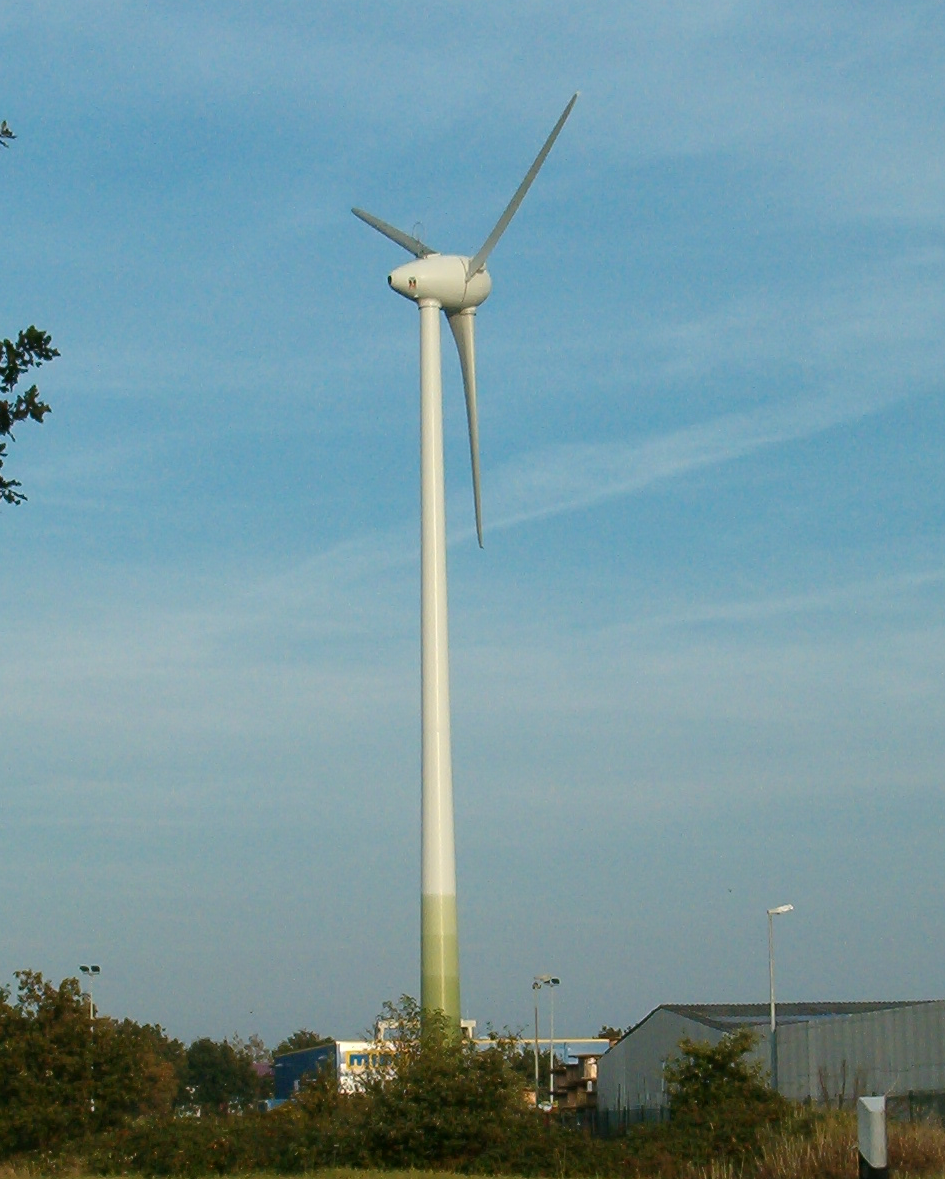
Enercon E-33 in Aurich-Sandhorst

- Einschaltgeschwindigkeit 2 m/s
- Abregelwindgeschwindigkeit 30–35 m/s
- Getriebelos

Laut Enercon-Homepage wurde der Verkauf der Enercon E-33 zum 21. Dezember 2012 eingestellt. Nach Auskunft des Vertriebs war die Nachfrage zu gering.

### E-40

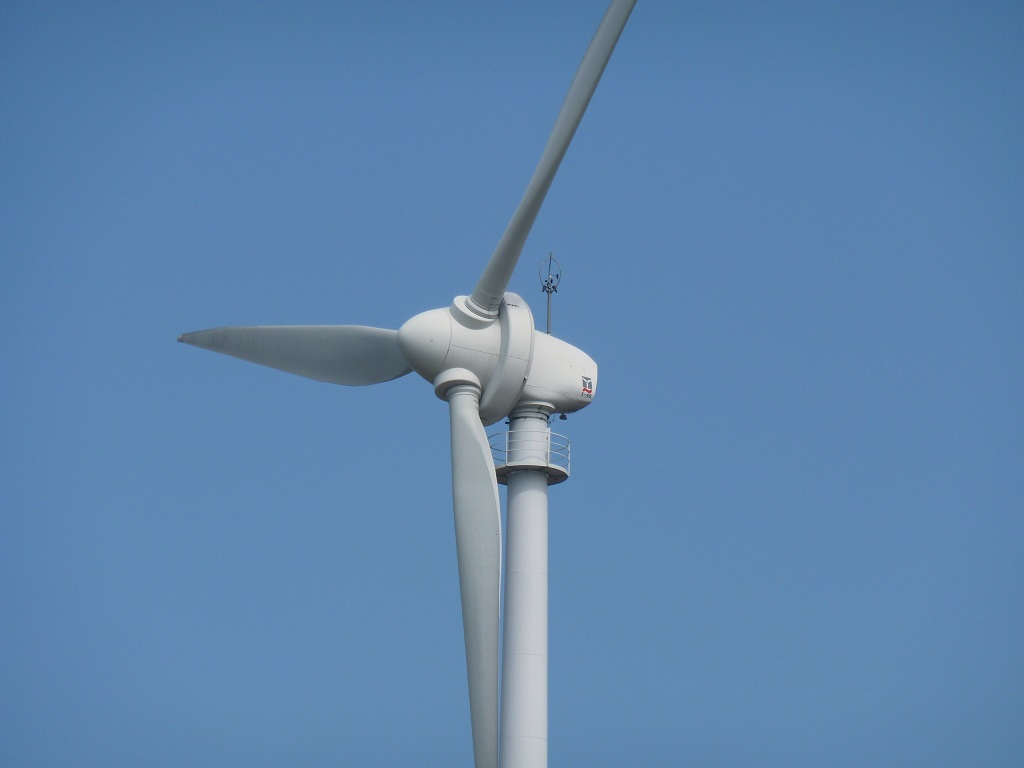
E-40 Gondeldesign bis 2001 (Freiensteinau)

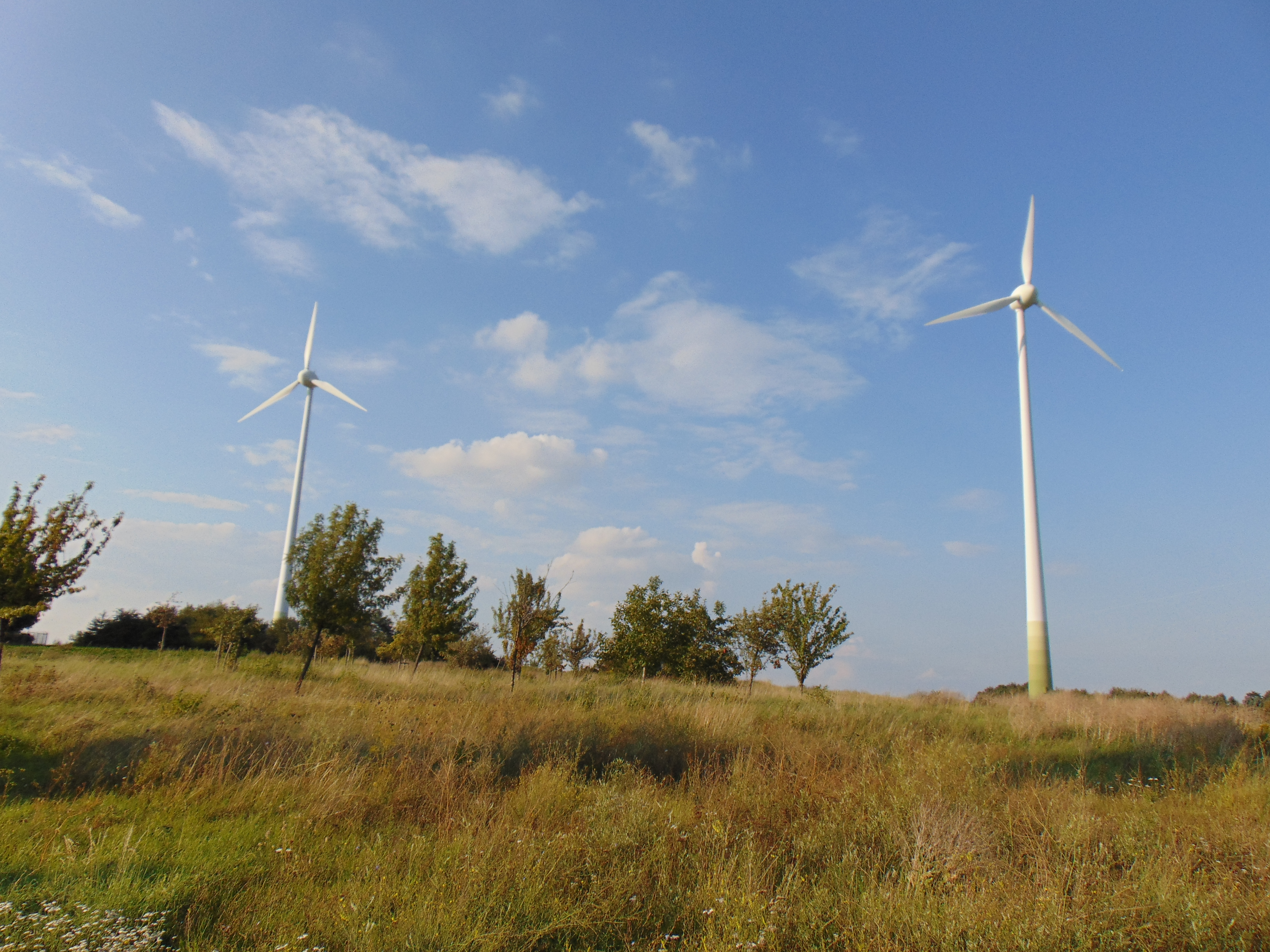
E-40 im Gondeldesign ab 2001 (Mainz-Ebersheim)

- Prototyp: 1992, Krummhörn-Hamswehrum (als E-36 mit 400 kW Nennleistung)[27]
- Bauzeit: 1993–2007
  - 1993–2002 (E-40/5.40)
  - 1999-2002 (E-40/6.44 E1)
  - 2000–2007 (E-40/6.44)
- Anzahl errichteter Anlagen:
  - 1.887 (E-40/5.40)
  - 550 (E-40/6.44 E1)
  - 3.992 (E-40/6.44)

- Nennleistung:
  - 500 kW (E-40/5.40)
  - 600 kW (E-40/6.44 E1)
  - 600 kW (E-40/6.44)
- Rotordurchmesser:
  - 40 m (E-40/5.40)
  - 44 m (E-40/6.44 E1)
  - 44 m (E-40/6.44)
- Nabenhöhe in Meter:
  - 32 / 42 / 48 / 65 (E-40/5.40)
  - 50 / 58 / 65 (E-40/6.44 E1)
  - 50 / 58 / 65 / 78 (E-40/6.44)
- Einschaltgeschwindigkeit 2 m/s
- Abregelwindgeschwindigkeit 30–35 m/s
- Getriebelos

Mit der E-40/5.40 stellte Enercon seine Produktion komplett von Getriebeanlagen auf getriebelose Windenergieanlagen um. Ältere Anlagen haben statt der Enercon-typischen Eiform eine Gondel mit „Kragen“ (siehe Foto). Diese Anlagen verfügen über einen 84-poligen Synchrongenerator und einen vollumrichtenden IGBT-Wechselrichter. Mittels Vorgabe einer regelbaren kapazitiven bis induktiven Blindleistung ist die Anlage in der Lage, sich an die vorherrschende Netzparameter wie beispielsweise Netzspannung und Netzfrequenz anzupassen. Der Rotordurchmesser beträgt 40,3 m, wodurch sich eine überstrichene Rotorfläche von 1 275 m² ergibt. Die Rotorblätter bestehen aus GfK und Epoxidharz und werden zur Leistungsregelung mittels dreier synchronisierter Pitch-Motoren verstellt. Die Masse eines Rotorblattes beträgt 850 kg.
Die Produktion wurde 2004/2005 auf das Nachfolgemodell E-48 umgestellt. Weitere Versionen ab 2006 sind die E-44 und E-53.

### E-44

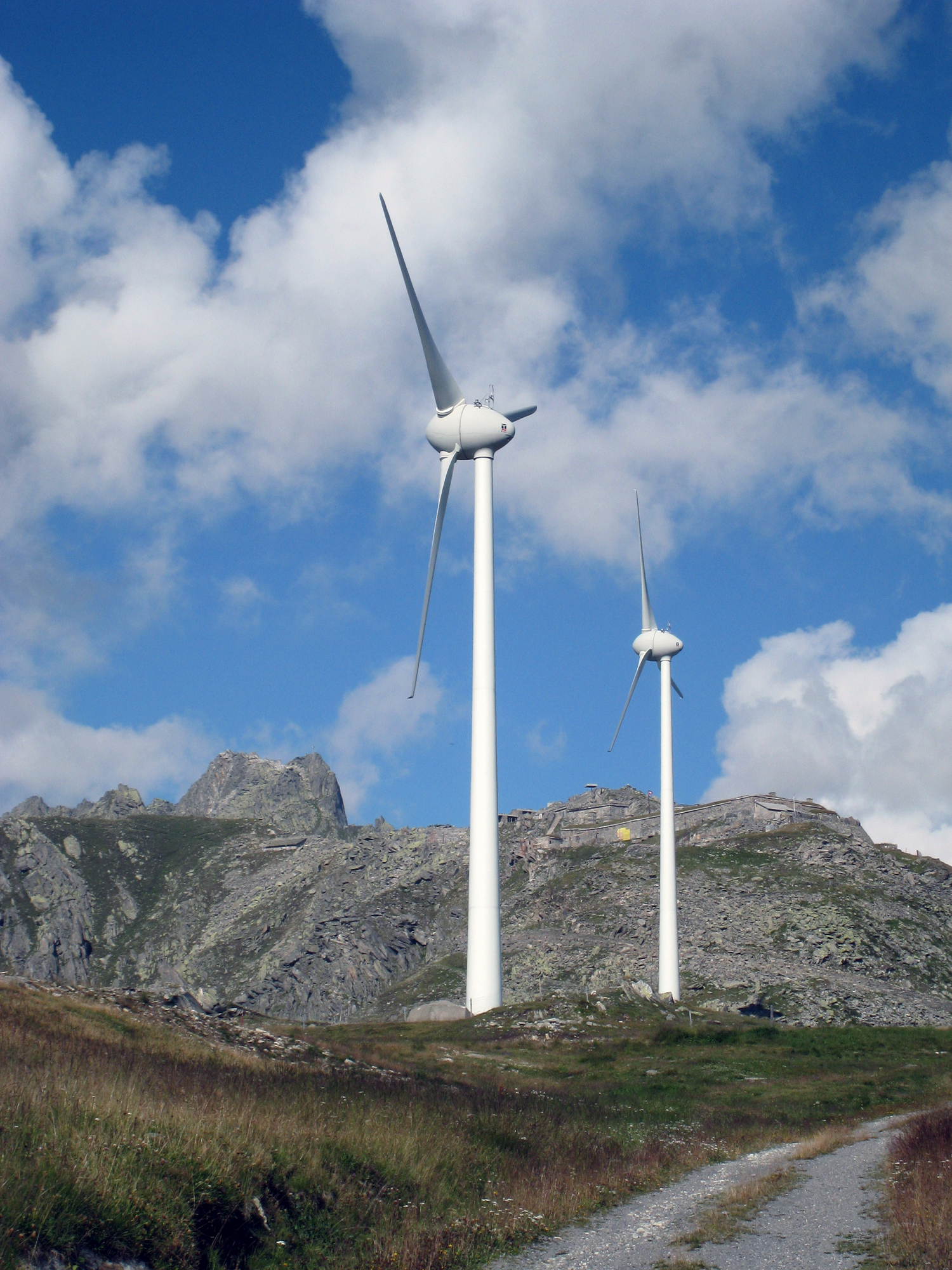
E-44 im Windpark Gütsch

- Die E-44 ist für Starkwindstandorte der Windklasse IEC Ia zertifiziert und beruht auf der E-48. Gondel, Steuerung und Leistungselektronik sind mit der E-48 identisch, der Generator ist jedoch modifiziert und liefert 900 kW Nennleistung.
- Der Rotordurchmesser beträgt 44 m.
- Der Prototyp für die notwendigen Zertifizierungen wurde im Oktober 2006 bei Izmir/Türkei errichtet.
- Bis April 2019 wurden 695 Anlagen errichtet.[2]
- Bauzeit: 2006–2021
- Nabenhöhe in Meter: 45 / 55
- Einschaltgeschwindigkeit 2 m/s
- Abregelwindgeschwindigkeit 30–35 m/s

### E-48

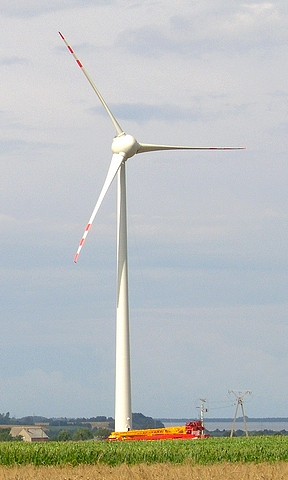
E-48 in Polen

Die E-48 ist das Nachfolgemodell der E-40
- Prototypen: Juni 2004 in Indien, August 2004 in Campen/Ostfriesland.
- Bis April 2019 wurden 2.066 Anlagen errichtet.[2]
- Getriebelose Anlage
- Nennleistung 800 kW
- Rotordurchmesser 48 m
- Bauzeit: 2004–2021
- Nabenhöhe in Meter: 50 / 56 / 60 / 76
- Einschaltgeschwindigkeit 2 m/s
- Abregelwindgeschwindigkeit 30–35 m/s
- Windklasse IEC IIA

### E-53

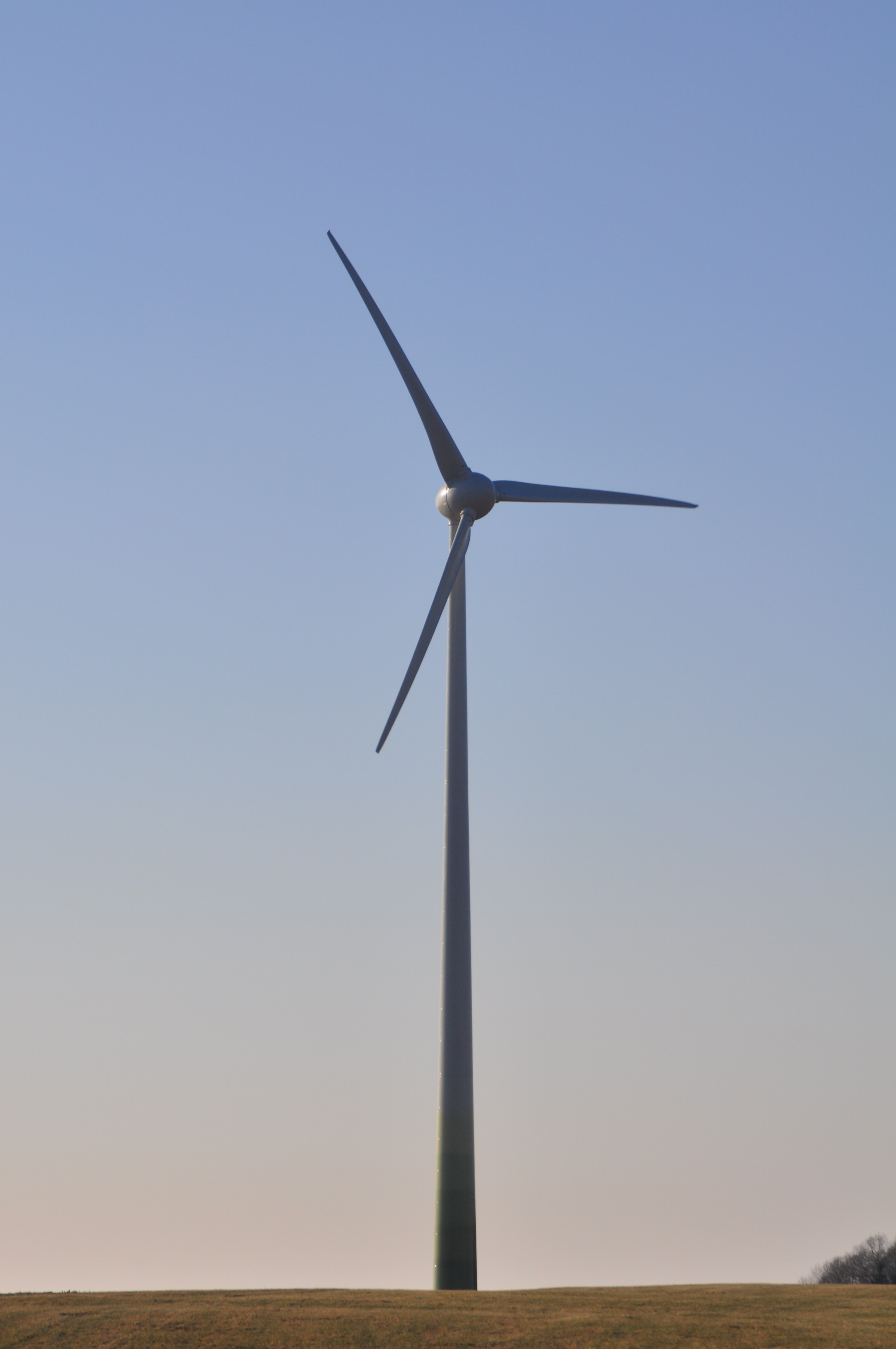
E-53 in Fensdorf

Die E-53 wurde, wie die E-44, aus der E-48 für „Schwachwindstandorte“ entwickelt. Gondel, Steuerung und Leistungselektronik sind bis auf wenige Bauteile mit der E-48 identisch, ebenso die Nennleistung von 800 kW. Die Anlage verfügt über eine gesonderte IEC-S-Zertifizierung mit etwas höheren Auslegungslasten als Windklasse IEC IIIA.
- Der Prototyp wurde im Sommer 2006 in Eggelingen bei Wittmund errichtet.[25]
- Bauzeit: 2006–2021
- Nabenhöhe in Meter: 50 / 60 / 73
- Einschaltgeschwindigkeit 2 m/s
- Abregelwindgeschwindigkeit 30–35 m/s
- Rotordurchmesser 52,9 m

### E-58
- Prototyp:
- Bauzeit: 1999–2006
- Anzahl errichteter Anlagen: 225

- Nennleistung: 1.000 kW
- Rotordurchmesser: 58 m

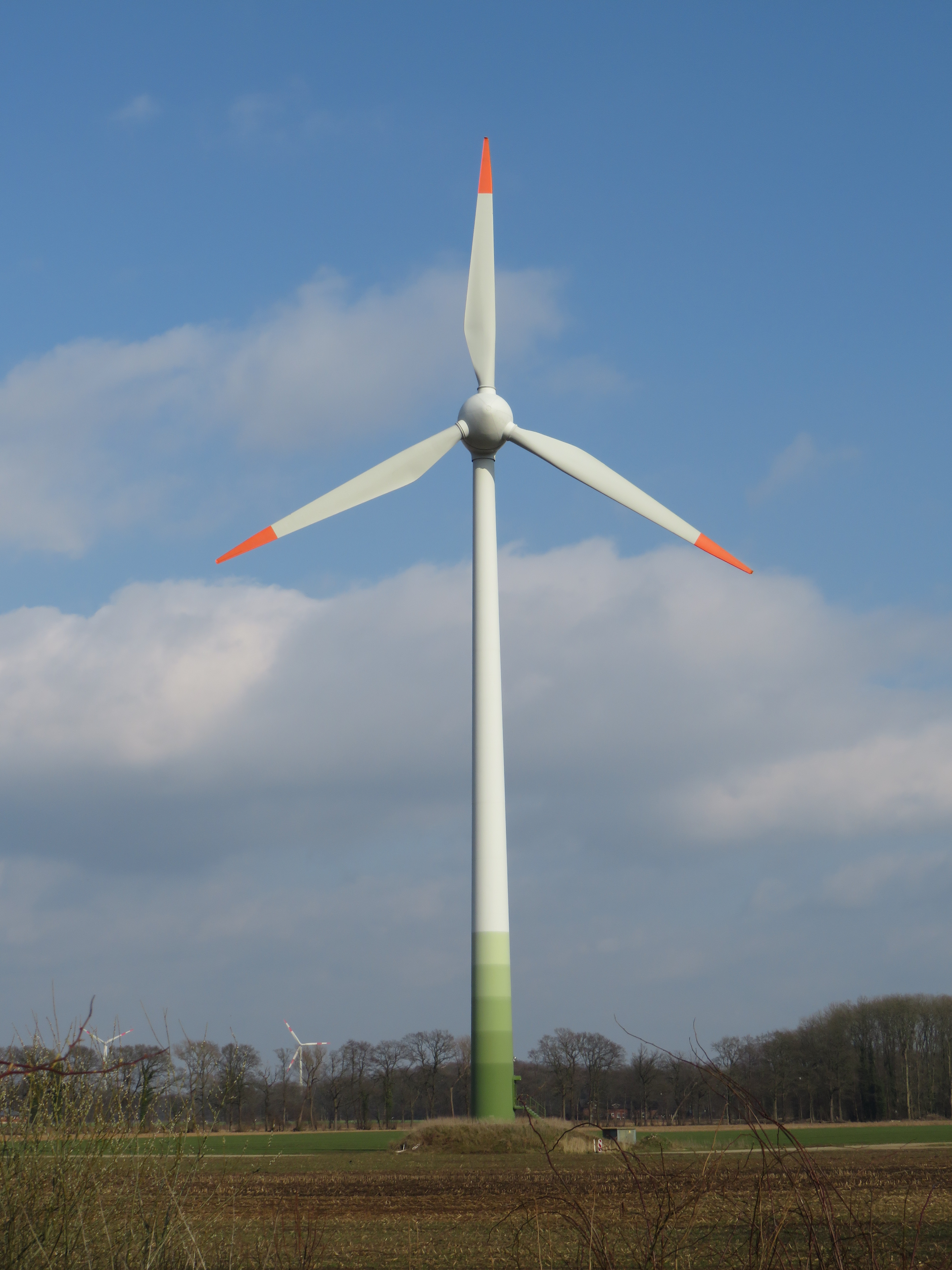
E-58 in Holdorf

- Nabenhöhe in Meter: 59 / 67 / 70,5 / 89
- Einschaltgeschwindigkeit 2 m/s
- Abregelwindgeschwindigkeit 30–35 m/s
- Getriebelos

Der Anlagentyp wird seit Mitte 2006 nicht mehr produziert, da die E-48 das gleiche Marktsegment kostengünstiger bedient.

### E-66
- Prototyp: 1995, Aurich
- Bauzeit: 1995–2008
  - 1995-2001 (E-66/15.66)
  - 1999-2008 (E-66/18.70)
  - 2003-2008 (E-66/20.70)
- Anzahl errichteter Anlagen: 2.486[29]

- Nennleistung:
  - 1.500 kW (E-66/15.66)
  - 1.800 kW (E-66/18.70)
  - 2.000 kW (E-66/20.70)
- Rotordurchmesser:
  - 66 m (E-66/15.66)
  - 70 m (E-66/18.70)
  - 70 m (E-66/20.70)
- Nabenhöhe in Meter:

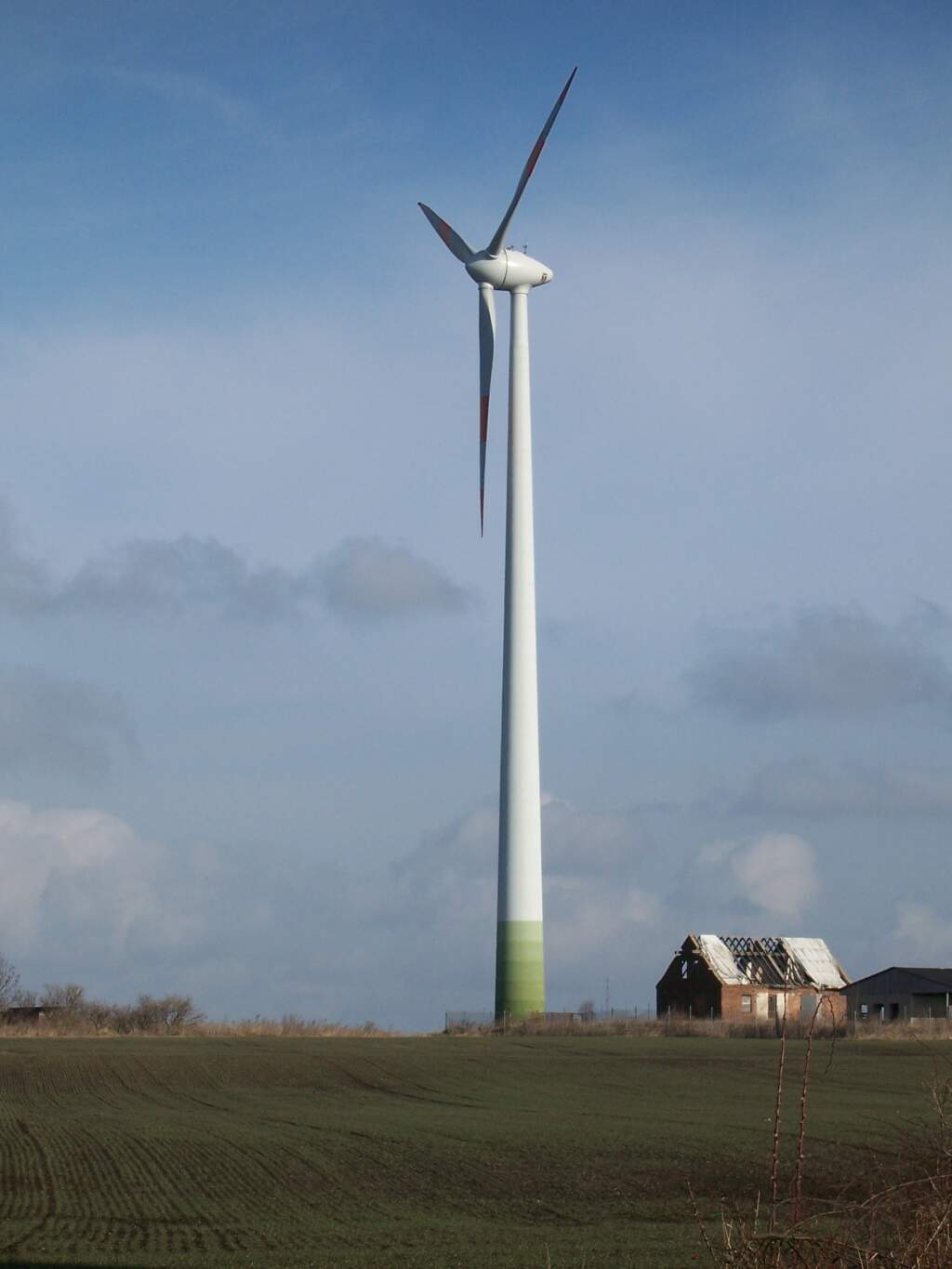
E-66 in Egeln

  - 67 / 80 / 86 / 98 / 103 (E-66/15.66)
  - 65 / 67 / 80 / 86 / 98 / 114 (E-66/18.70)
  - 65 / 67 / 80 / 86 / 98 / 114 (E-66/20.70)
- Einschaltgeschwindigkeit 2 m/s
- Abregelwindgeschwindigkeit 30–35 m/s
- Getriebelos

Die Windenergieanlagen E-66 und E-70 sind bis auf die Rotorblätter und kleinere Details identisch. Durch eine neuartige Rotorblattgestaltung konnte der Energieertrag der E-70 bei fast gleichem Rotordurchmesser um 10–15 % gesteigert werden (standortabhängig). Dabei wird auch der innere/nabennahe Rotorblattbereich zur Auftriebserzeugung genutzt. Von der Enercon E-66 wurden auch einige Sonderanlagen errichtet, wie Windkraftanlagen mit Aussichtsplattform. In Weißandt-Gölzau wurde eine Enercon E-66 auf einem ehemaligen Industrieschornstein installiert.

### E-70
- Bauzeit: 2004–2023

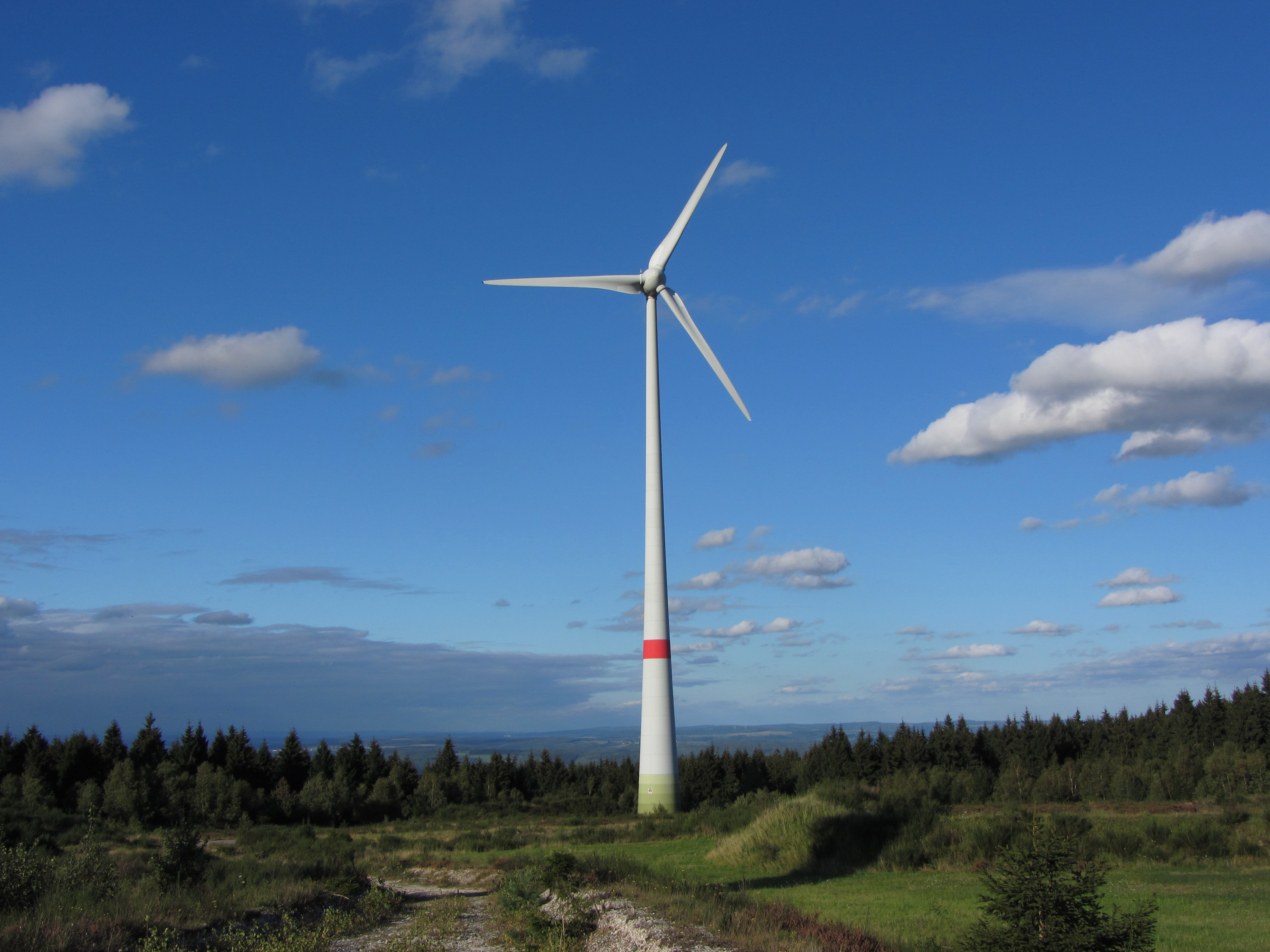
Enercon E-70 im Windpark Kandrich

- Nachfolgemodell der E-66, Einführung 2004
- Bis April 2019 wurden 3.135 Anlagen (E-70 E4) errichtet.[2]
- Getriebelose Anlage
- Nennleistung: 2000 kW / 2300 kW (E-70 E4)
- Rotordurchmesser: 71 m
- Nabenhöhe in Meter: 57 / 64 / 75 / 85 / 98 / 114
- Windklasse: IA / IIA
- Max. Schallleistungspegel: 104,5 dB(A)
- Einschaltgeschwindigkeit: 2 m/s
- Abregelwindgeschwindigkeit: 30–35 m/s
- Besonderheiten: Eine E-70 ist die höchstgelegene Windkraftanlage Europas (Stand Okt. 2011). Sie steht im Windpark Gries am Griespass, der den Kanton Wallis mit Italien verbindet, auf 2465 m Höhe.[30] Auch die höchstgelegene Windkraftanlage Deutschlands ist eine Enercon E-70. Sie steht auf der Hornisgrinde, dem höchsten Berg des nördlichen Schwarzwaldes auf 1164 m Höhe und wurde im Oktober 2015 errichtet.[31]

### E-92

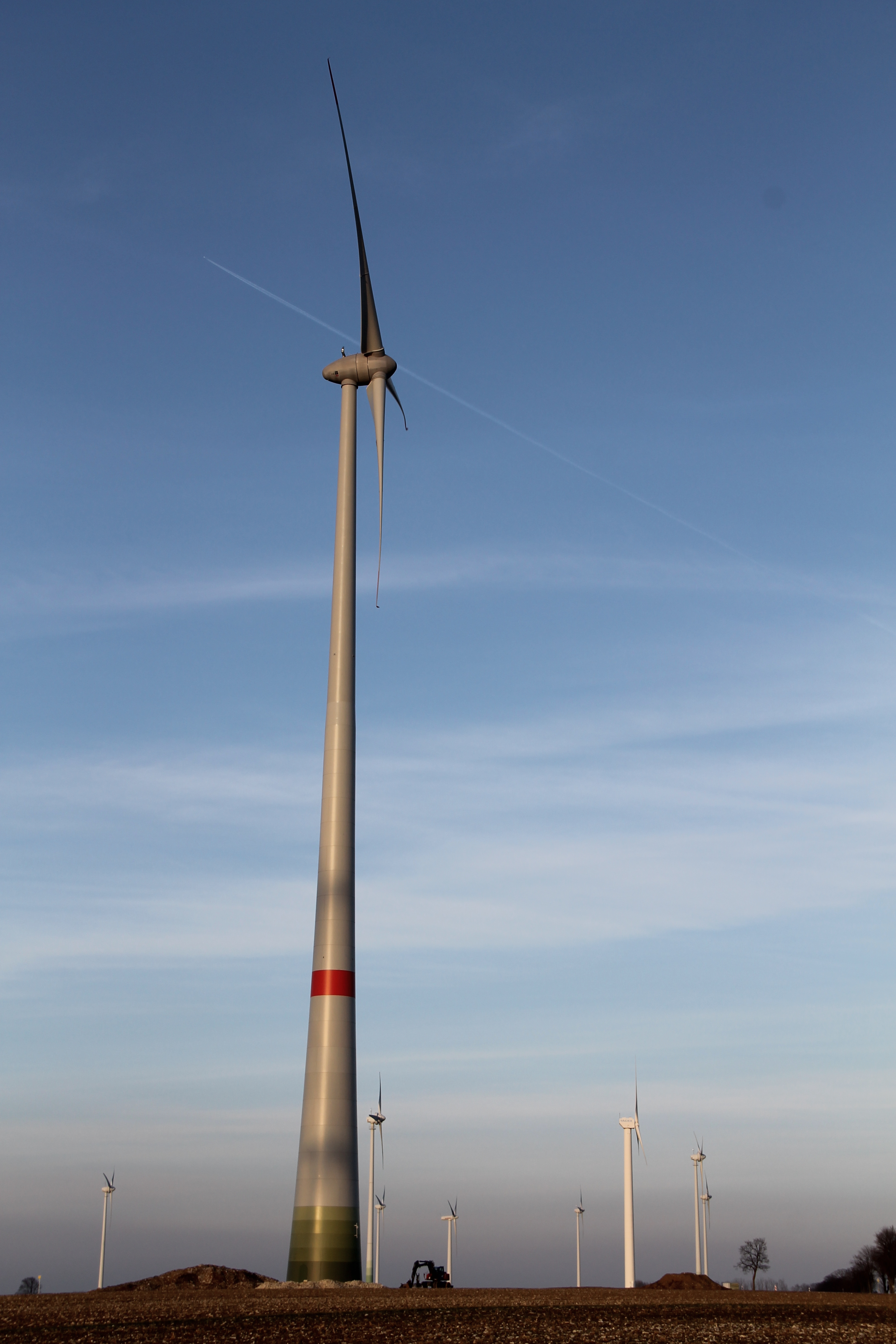
E-92 im Windpark Asseln

Im April 2012 stellte Enercon den neu entwickelten Windkraftanlagentyp E-92 / 2,3 MW auf der Hannover Messe 2012 vor. Die Anlage ist für mittlere Windbedingungen (IEC IIA) konzipiert und soll laut Enercon durch die größere Rotorfläche den Energieertrag im Vergleich zur E-82 um bis zu 15 % steigern. Technisch basiert die Windturbine dabei auf der E-82, mit der sie weitgehend baugleich ist, allerdings mussten einige kleinere Veränderungen vorgenommen werden, so z. B. am Generator. Jedoch unterscheiden sich die Rotorblätter sowohl in der Länge als auch in der Form von anderen Enercon-Maschinen, wodurch die E-92 besser an Binnenlandstandorte angepasst ist. Angeboten wurde die E-92 auf Türmen mit einer Nabenhöhe zwischen 69 und 138 Metern. Der Prototyp wurde im Dezember 2012 bei Simonswolde errichtet. Nach Abschluss der Leistungskurven-Vermessung im ersten Quartal 2013 lief die Serienfertigung an. Das erste kommerzielle Projekt war ein Windpark bestehend aus 17 E-92, die 2013 im portugiesischen Prados errichtet wurden.
Bis April 2019 wurden 1209 Anlagen errichtet.
- Nennleistung: 2000 / 2350 kW
- Bauzeit: 2012–2023
- Rotordurchmesser: 92 m
- Nabenhöhe in Meter: 69 / 78 / 84 / 85 / 98 / 104 / 108 / 138
- Windklasse: IIA
- Max. Schallleistungspegel: 105 dB(A)

### E-112

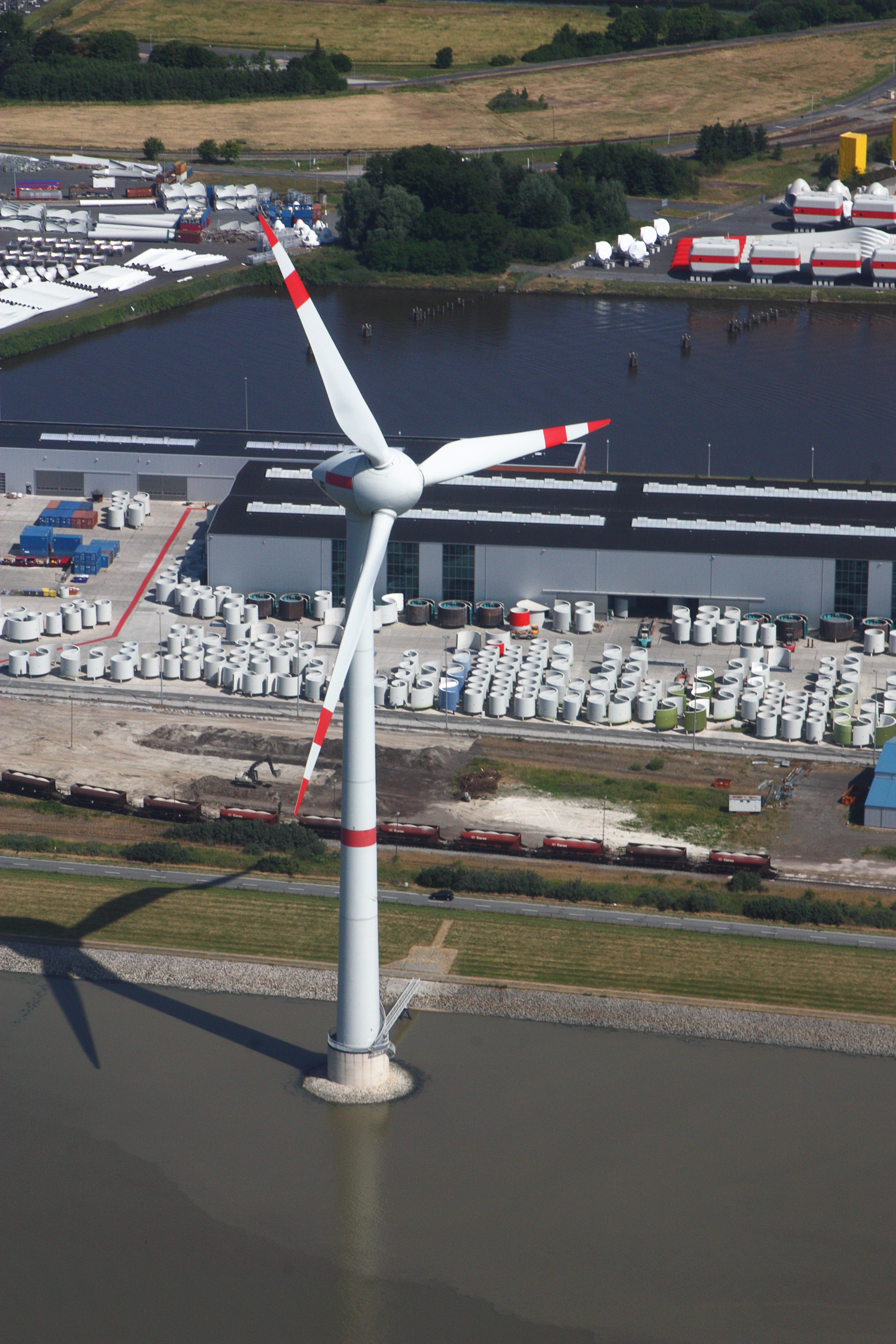
E-112 im Emder Hafen

- Prototyp: 2002, Egeln
- Bauzeit: 2002–2006
- Anzahl errichteter Anlagen: 9

- Nennleistung:
  - 4.500 kW (Nur die ersten fünf Anlagen)
  - 6.000 kW (Nur die letzten vier Anlagen)
- Rotordurchmesser:
  - 112 m (Nur Prototyp)
  - 114 m
- Nabenhöhe in Meter:
  - 124 m
- Einschaltgeschwindigkeit 2 m/s
- Abregelwindgeschwindigkeit 30–35 m/s
- Getriebelos

Die E-112 war mit einer Nennleistung von zunächst 4,5 MW bei ihrer Errichtung die leistungsstärkste Windkraftanlage der Welt. Es wurden neun Anlagen dieses Typs errichtet. Die in Magdeburg produzierte Anlage hat, bis auf den ersten Prototyp (112 m), einen Rotordurchmesser von 114 m. Die Rotorblätter für die beiden Prototypen im Windpark Egeln-Nord und im Jade-Windpark wurden bei Abeking & Rasmussen in Lemwerder gefertigt. Die Serienfertigung der E-112-Rotorblätter erfolgte dann von Ende 2002 an in einer Rotorblattfertigung von Enercon in Magdeburg-Rothensee im Handlaminierverfahren. Von dort aus wurden die Rotorblätter mit Binnenschiffen über die Elbe oder den Mittellandkanal ausgeliefert. Ein Rotorblatt ist etwa 52 m lang und wiegt rund 22 t. Es war das längste in einem Stück von Enercon gefertigte Rotorblatt. Die in den folgenden Jahren für Nachfolgetypen entwickelten noch längeren Rotorblätter wurden aus Logistikgründen geteilt konstruiert (Stand Ende 2015).
2005 erfolgte eine Weiterentwicklung der E-112, indem die Nennleistung auf 6 MW gesteigert wurde. Das erste Exemplar wurde als die zu diesem Zeitpunkt wiederum leistungsstärkste Windkraftanlage der Welt im DEWI OCC-Testfeld bei Cuxhaven in Betrieb genommen. Die erste E-112 wurde 2002 im Windpark Egeln-Nord errichtet, die zweite E-112 wurde 2003 im Jade-Windpark errichtet, die dritte und vierte E-112 wurden 2004 im Windpark Wybelsumer Polder errichtet. Die fünfte E-112 wurde 2004 in Emden im Emder Hafen als Nearshore-Anlage errichtet, sie ist die einzige Enercon-Nearshore-Anlage. Die sechste E-112 wurde 2005 im DEWI OCC-Testfeld bei Cuxhaven errichtet. Die siebte und achte E-112 wurden 2005 im Windpark Wybelsumer Polder errichtet, die neunte und letzte E-112 wurde 2006 im Windpark Druiberg errichtet.
Die erste E-112, die wieder abgebaut wurde, wurde 2020 im Jade-Windpark abgebaut und durch zwei E-126 EP3 4.0 ersetzt. Die im DEWI OCC-Testfeld bei Cuxhaven errichtete E-112 wurde 2013 im DEWI OCC-Testfeld bei Cuxhaven abgebaut und 2014 im Windpark Neuenwalde neu aufgebaut. Die weitere Entwicklung der E-112 führte in der Folge schließlich zur E-126 als Nachfolgemodell.

### E-126 EP8

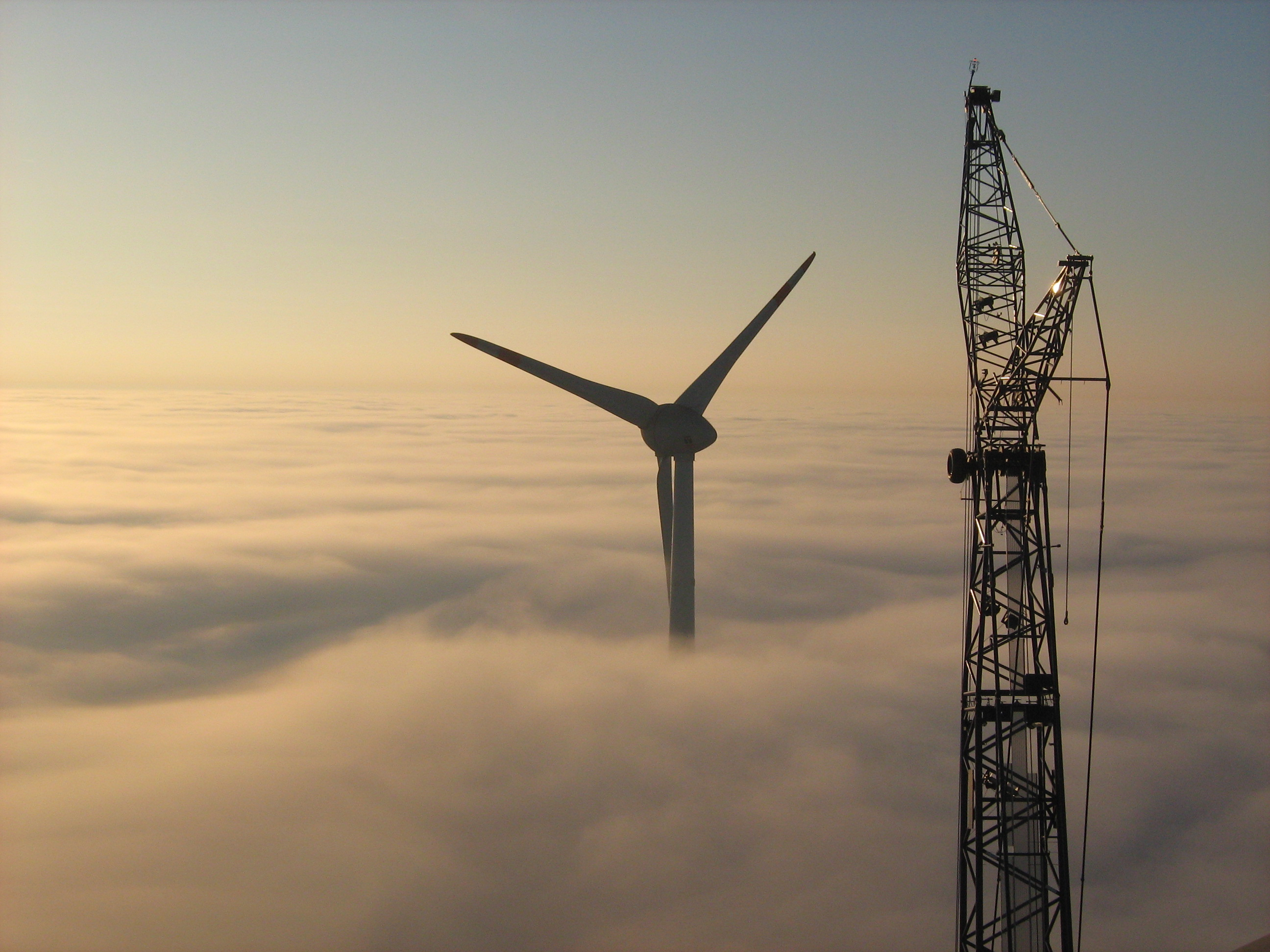
Baustelle des Prototyps der E-126 in Emden

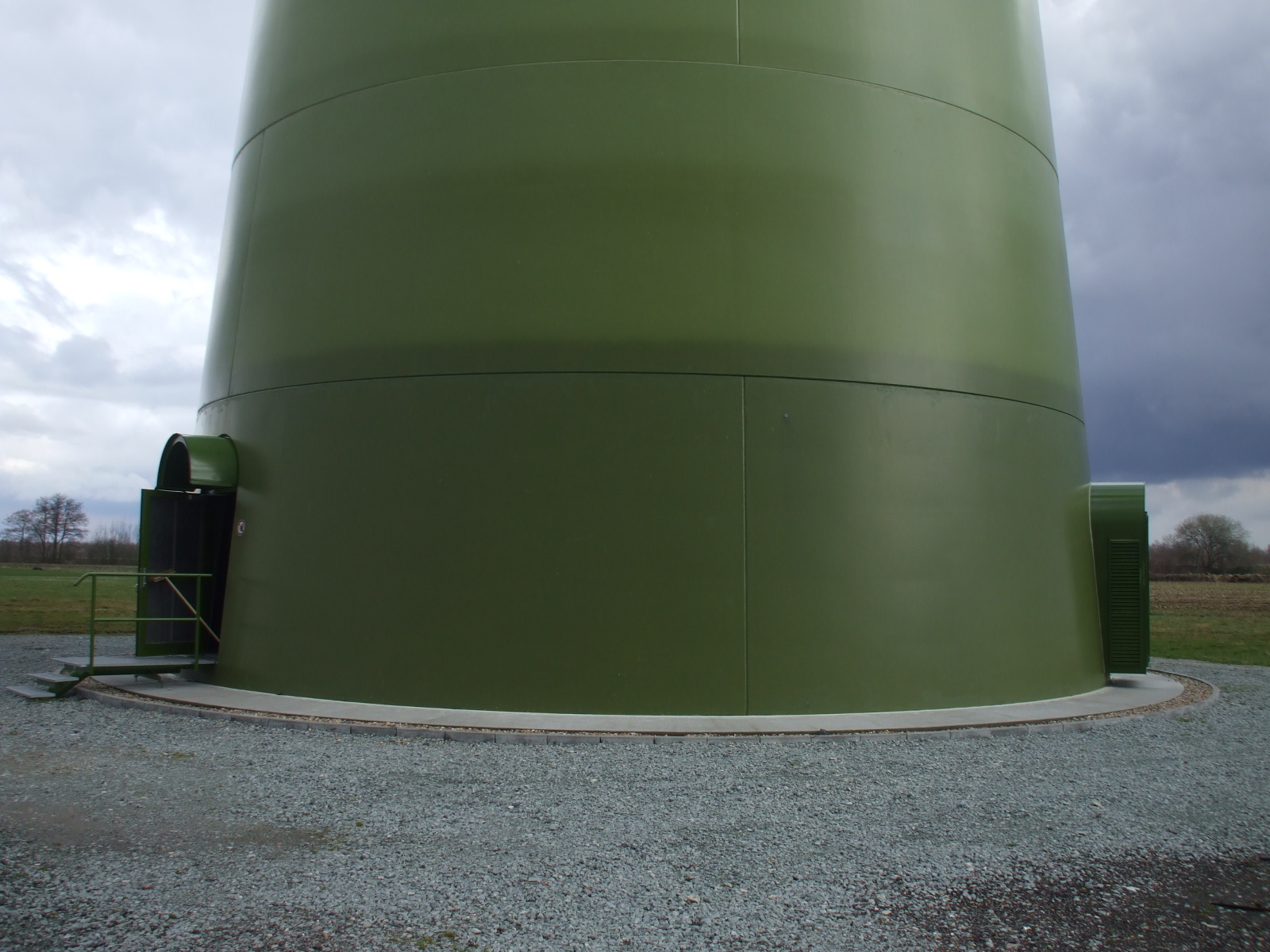
Fuß einer E-126-Anlage in Georgsfeld

#### Geschichte
Auf der Hannover Messe 2006 wurde für 2007 die E-126, das Nachfolgemodell der E-112, angekündigt. Durch einen überarbeiteten Generator, einen größeren Rotordurchmesser, eine größere Nabenhöhe und den Einsatz des neuen Enercon-Rotorblattprofils sollte die Wirtschaftlichkeit weiter verbessert werden. Die Verkleidung der Gondel ist wie schon bei der E-82 aus Aluminium. Für den zu erwartenden Energieertrag am Standort des Prototyps (Windpark Rysumer Nacken bei Emden, Ostfriesland) wurden vom Hersteller rund 20 GWh pro Jahr veranschlagt. Die Herstellung und der Vertrieb der E-112 wurden auf die E-126 umgestellt. Die Nabenhöhe beträgt 135 m auf einem Turm, der aus Betonfertigteilringen zusammengesetzt und mit Stahllitzen auf Vorspannung gebracht wird. Der Prototyp wurde im Herbst 2007 in Ostfriesland errichtet. Für das Fundament mit 64 Pfählen von durchschnittlich 25 m Länge wurden rund 1500 m³ Beton und etwa 180 Tonnen Bewehrungsstahl verbaut. Die Nennleistung wurde von Enercon mit 6 MW angegeben.

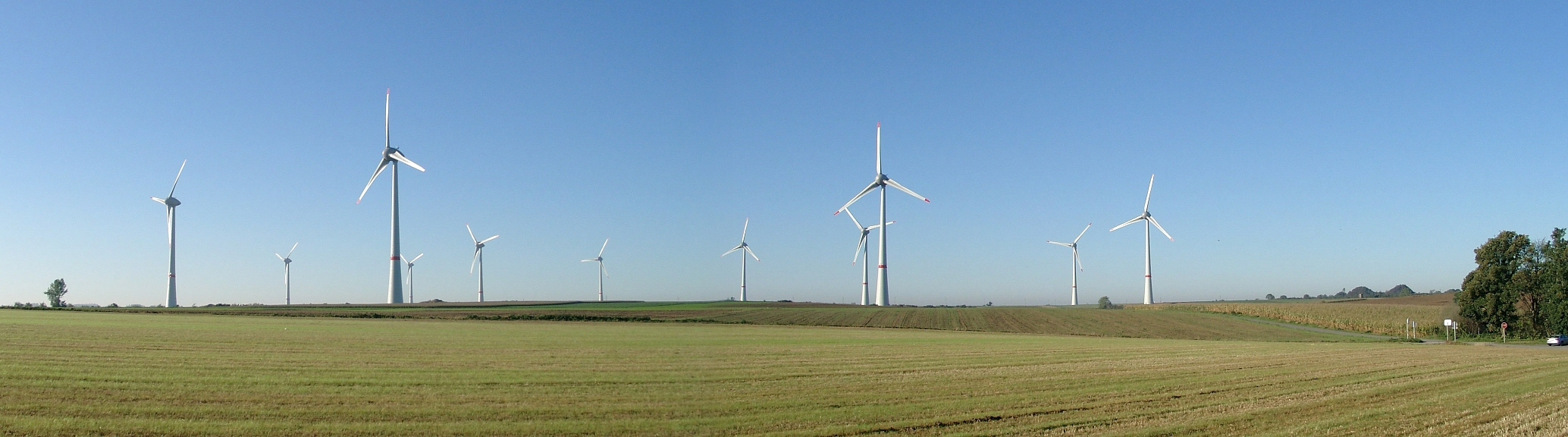
Windpark 11 × E-126 Estinnes (Belgien) am 10. Oktober 2010, nach der Vollendung

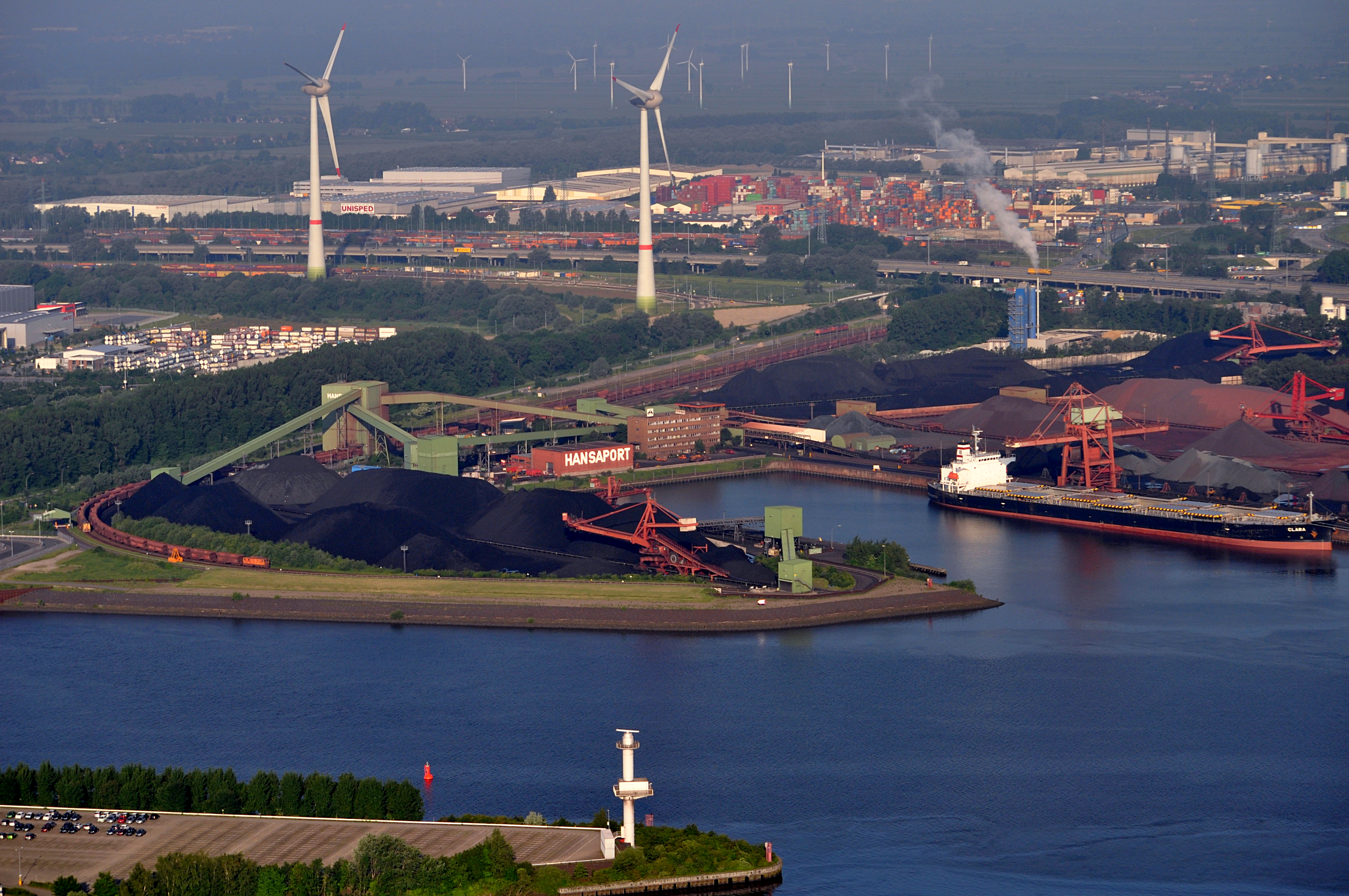
2 E-126 in Hamburg-Altenwerder, im Hintergrund ein Windpark bestehend aus älteren Anlagen

Ende 2009 kündigte Enercon an, dass durch leichte Modifikationen (hauptsächlich an der Luftkühlung des Generators) die Leistung (z. T. auch an den schon bestehenden Anlagen) auf bis zu 7,6 MW gesteigert werden kann. Diese E-126 sind seitdem für die Windklasse IA bzw. IB klassifiziert und waren bis Anfang 2014, als der Prototyp der Offshore-Turbine Vestas V164-8.0 errichtet wurde, die leistungsstärksten Windkraftanlagen der Welt. Der Prototyp dieser auf 7,6 Megawatt leistungsgesteigerten E-126 wurde 2010 auf dem Firmengelände von Enercon in Magdeburg-Rothensee aufgestellt.
Damit war die E-126 EP8 die erste und für lange Zeit einzige Windkraftanlage der 7-MW-Klasse. Mit den seit Anfang der 2020er Jahre von diversen Herstellern in den Markt gebrachten Onshore-Anlagen der 7-MW-Klasse hat die E-126 technisch jedoch nur wenig Gemeinsamkeiten. Diese neuen Anlagen haben bei einem weitaus größeren Rotordurchmesser von teils über 170 m viel schlankere und längere Rotorblätter und in aller Regel einen wesentlich kleineren Generator, der oft auch über eine etwas geringere Nennleistung als der Generator der E-126 verfügt.
Im August 2013 berichtete die Fachzeitschrift Windpower Monthly, dass Enercon einen Offshore-Einsatz der E-126 in Erwägung ziehe. Demnach verhandele Enercon darüber, bis 2015 einen Offshore-fähigen Prototyp Onshore in einem Testfeld im Hafen von Le Havre aufzustellen. Enercon bestätigte die Verhandlungen über den Standort, dementierte jedoch die Absicht, eine Offshore-Anlage zu entwickeln. Stattdessen wolle man verdeutlichen, dass man mit einer Anlage des geplanten Typs an Land genauso viel Strom erzeugen könne wie mit einer Offshore-Anlage auf See. Man bleibe aber an Land.
Aus Kostengründen wird die E-126 EP8 nicht mehr produziert.

#### Technische Daten

Größenvergleich: Enercon E-126, Kölner Dom und Sattelzug mit 40′-ISO-Container

- Prototyp: Herbst 2007, Emden (Windpark Rysumer Nacken), Niedersachsen
- Triebstrang: getriebelos mit elektrisch erregtem Synchrongenerator
- Bauzeit: 2007–2017
- Nennleistung: 7,6 MW (erste Versionen 6,0 MW)[5]
- Bisher errichtet 95 Anlagen (Stand Herbst 2016)[40]
- Rotordurchmesser: 127 m
- Turmdurchmesser am Boden: 16,5 m
- Nabenhöhe: 135 m auf Fertigbetonteilturm mit 131 m Höhe und 35 Ringen
- Zertifizierung: Windklasse IEC IC (bei 7,6 MW auch für Windklassen IA und IB geeignet)[41]
- Besonderheiten: Gondelverkleidung aus Aluminium, bei Markteinführung weltweit leistungsstärkste Windenergieanlage, zweigeteilte Rotorblätter aus Stahl und GFK, der innere Teil des Rotorblattes besteht aus Stahlblech (Länge ca. 24 m), der äußere Teil (Länge ca. 35 m) ist aus GFK (Infusionsbauweise) mit der Enercon-typischen Aluminiumblattspitze in Winglet-Ausführung, Blattgewicht ca. 65 t, zum Vergleich: ein Blatt der E-112 (aus GFK) hatte ca. 22 t
- Fundament: Durchmesser ca. 29 m, Höhe ca. 4 m, Betonvolumen ca. 1400 m³, Bewehrungsstahl im Fundament ca. 120 t
- Massen der Einzelteile: Fundament ca. 3.500 t, Turm ca. 2.800 t, Maschinenhaus ca. 128 t, Generator ca. 220 t, Rotor (inkl. Nabe) ca. 364 t, Gesamtgewicht komplettes Maschinenhaus ca. 650 t
- Gesamthöhe: 198,5 m

#### Errichtete Anlagen
- Die ersten Prototypen der E-126 mit 6 MW Nennleistung wurden im Herbst 2007 im Emdener Windpark Rysumer Nacken errichtet.

- Wenig später wurde die zweite E-126 auf dem Grodener Testfeld der DEWI OCC bei Cuxhaven aufgebaut. Diese Anlage wurde auf dem vorhandenen Turm der E-112 (Nr. 8 s. o.) errichtet. Gondel und Rotor der E-112 wurden auf einen höheren Betonfertigteilturm in direkter Nähe umgesetzt.

- Die dritte E-126 wurde im Februar 2008 neben dem ersten Prototyp an der Knock (Emden) errichtet.

- Die Anlagen Nr. 4 und 5 entstanden im Jahre 2008 im Windpark Georgsfeld im gleichnamigen Ortsteil der Stadt Aurich.

- In der ersten Hälfte des Jahres 2008 tat der wallonische Minister für Wohnen, Verkehr und territoriale Entwicklung, André Antoine, den ersten Spatenstich für einen Windpark mit elf Anlagen des Typs E-126/6 MW. Der Windpark entstand in Estinnes, ca. 30 km westlich von Charleroi (Belgien). Auf einer Fläche von ca. 3 km × 3 km wurden die elf Windenergieanlagen bis Dezember 2009 errichtet. Jede von ihnen liefert ca. 17 bis 20 Mio. kWh pro Jahr.

- Zwei weitere Anlagen wurden im Frühjahr 2009 in Hamburg-Altenwerder errichtet. In Einzelteilen wurden die Komponenten des Maschinenhauses auf dem Turm montiert. Gehoben wurde erst die Gondel (erster Tag), dann der Generator (zweiter Tag) und später die Nabe mit den inneren Blattteilen. Bei der zweiten Anlage in Altenwerder wurde erstmals der Rotorstern am Boden vormontiert und mit Hilfe eines Raupenkrans CC 9800 von Terex-Demag (max. Tragfähigkeit 364 t) in einem Stück (Gewicht ca. 320 t) zum Maschinenhaus hochgezogen.

- Im Wybelsumer Polder bei Emden wurde 2010 eine E-126 errichtet.

- 2010 wurden im Windpark Stößen drei Anlagen direkt an der Autobahn A 9 errichtet.

- Eine weitere E-126 entstand am Schneebergerhof in Rheinland-Pfalz[42] und soll ebenfalls ca. 18 GWh pro Jahr generieren.

- In Magdeburg-Rothensee wurde 2010 der Prototyp der leistungsgesteigerten E-126 aufgestellt.

- Zusätzlich zu den beiden im Windpark Georgsfeld bereits vorhandenen E-126 wurde eine dritte Anlage (Jahresende 2010) 3 km nordwestlich von Aurich aufgestellt.[43]

- Fünfzehn E-126 befinden sich in Mecklenburg-Vorpommern im Windpark Werder/Kessin nördlich von Neubrandenburg.[44] Der Beginn der Bauarbeiten war im Frühjahr 2011. Der Windpark hat 140 MW Nennleistung. Zum Einsatz kommen überwiegend E-126-Anlagen mit je 7,5 MW. Neben den Windkraftanlagen wurden ein Wasserstoffspeicher und ein Blockheizkraftwerk errichtet, mit deren Hilfe die Windstromeinspeisung verstetigt werden soll. Insgesamt wurden im Windpark Werder/Kessin dreizehn E-82 mit je 2,3 MW und fünfzehn E-126 aufgestellt.[45]

- Bei Neubukow, ebenfalls in Mecklenburg-Vorpommern, wurde im Mai 2012 eine E-126 fertiggestellt.[46]

- Ebenfalls 2012 entstand eine E-126 im brandenburgischen Windpark Neuenfeld.

- Eine 2012 errichtete Anlage steht am Lausitzring im brandenburgischen Klettwitz.

- In Medemblik wurde 2012 eine E-126 errichtet und in Betrieb genommen. Sie ist die erste E-126 in den Niederlanden und heißt „de Ambtenaar“.

- In Diepenau im südlichen Niedersachsen an der Grenze zu Nordrhein-Westfalen befindet sich ein Windpark bestehend aus zwei E-126 und einer E-115. Baubeginn der ersten Anlage war Ende 2011, die Inbetriebnahme erfolgte kurze Zeit später. Die beiden weiteren Anlagen wurden im Laufe des Jahres 2014 ebenfalls gebaut und in Betrieb genommen.

- In den Niederlanden begann Anfang 2012 der Bau von 38 E-126-Anlagen als Teil des Windparks Noordoostpolder. Die Fertigstellung erfolgte 2017.[47]

- Der Windpark Ellern im Soonwald mit fünf E-126-Anlagen wurde Ende 2012 in Betrieb genommen.[48]

- Zwei Anlagen mit 7,5 MW wurden in Potzneusiedl (Österreich) durch die BEWAG-Tochter AWP[49] im Februar 2012 in Betrieb genommen.[50]

- Im Jahr 2013 wurde im Windpark Neuharlingersiel ein Repowering durchgeführt, indem ältere Enercon-Anlagen durch vier E-126 ersetzt wurden.[51]

### E-101

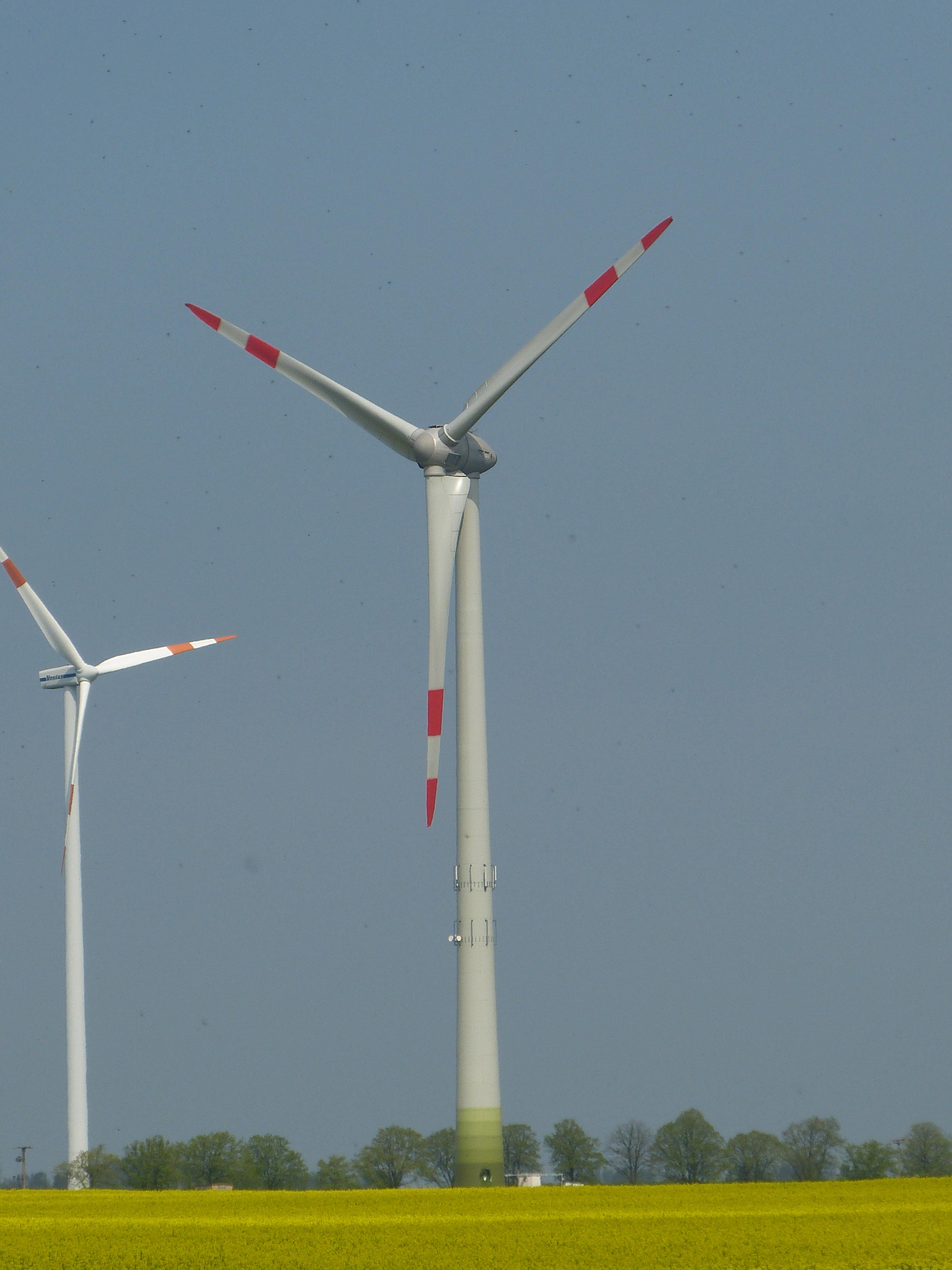
E-101 bei Görmin

Die E-101 war die dritte Neuankündigung des Jahres 2010. Dabei handelt es sich um eine Weiterentwicklung der E-82 2,0 MW für moderate Standorte der Windklasse IIA oder schwächer. Die Anlage erreicht mit wassergekühltem Stator eine Nennleistung von 3 MW. Die Maschine wurde im April 2011 auf der Hannover Messe dem Publikum vorgestellt. Erstmals kann man bei einer großen Enerconmaschine nicht mehr durch den Generator steigen, um in die Nabe zu gelangen. Wenn es erforderlich ist, kann auch die Läuferwicklung flüssigkeitsgekühlt werden. Die dazu notwendigen Wärmetauscher (3 Stück) werden dann außen auf der Nabe parallel zur Außenhaut montiert. Das Maschinenhaus der E-101 wurde sehr stark vergrößert, so dass Monteure nun außen am Generator vorbei in den Spinner hinüberwechseln können.
Die Länge des Maschinenhauses beträgt ca. 15 m bei rund 6,5 m Durchmesser. Der Flüssigkeitskühler für den Stator wurde am hinteren Ende des Maschinenhauses in die Außenhaut integriert. Zwischenzeitlich wurde die Konstruktion des Flüssigkeitskühlers überarbeitet, er sitzt nun, wie bei der E-82 E3 im Maschinenhaus und ist nur noch durch die Zu- und Abluftöffnungen erkennbar. Zusätzliche Kühlungsluft wird nun wieder (wie schon bei der E-66 in der ersten Generation) durch eine Öffnung hinten im Maschinenhaus angesaugt. Die Zahl der Getriebemotoren, die das Maschinenhaus in den Wind drehen, wurde gegenüber der E-82 auf zwölf verdoppelt. Mit ca. 250 t ist das Maschinenhaus (inkl. Rotor) wesentlich schwerer als das Maschinenhaus der E-82. Eine weitere Neuerung betrifft das sog. Spinner-Modul, eine Montageplatte vor der Nabe im Inneren des Spinners. Auf ihr sind sämtliche elektrischen und elektronischen Komponenten der Rotorblattsteuerung inkl. der drei großen Notstrom-Kondensator-Schränke untergebracht. Diese waren bisher auf dem Rotor (Generator) verbaut.
Die Anlage wird mit 99, 135 oder 147 Meter hohem Betonfertigteilturm angeboten und kann optional mit einer Rotorblattheizung ausgestattet werden, die Ertragseinbußen aufgrund Eisbildung im Winter verhindert. Der Prototyp wurde Mitte Juni 2011 bei Görmin (Mecklenburg-Vorpommern) errichtet. Zwei weitere Prototypen, an denen bis 2012 die Vermessungen zum Erhalt der Einheitenzertifikate stattfinden werden, entstanden bei Haren (Ems). Im August 2011 wurde bei Kleingladenbach die erste E-101 mit 135 Meter Nabenhöhe fertiggestellt, sie war zugleich die erste Kundenanlage, die ausgeliefert wurde.
2019 wurde die Produktion der E-101 eingestellt.
Bis April 2019 wurden 1415 Anlagen errichtet. Mit Stand 2015 verringert sich die Nachfrage nach der E-101 und verschiebt sich hin zur E-115, die für gleiche Standorte ausgelegt ist, aber durch die längeren Blätter höhere Erträge ermöglicht.
- Nennleistung: 3050 kW
- Bauzeit: 2011–2019
- Rotordurchmesser: 101 Meter
- Nabenhöhe in Meter: 99 / 124 / 135 / 149
- Windklasse: IIA
- Max. Schallleistungspegel: 105,5 dB(A)

### E-115

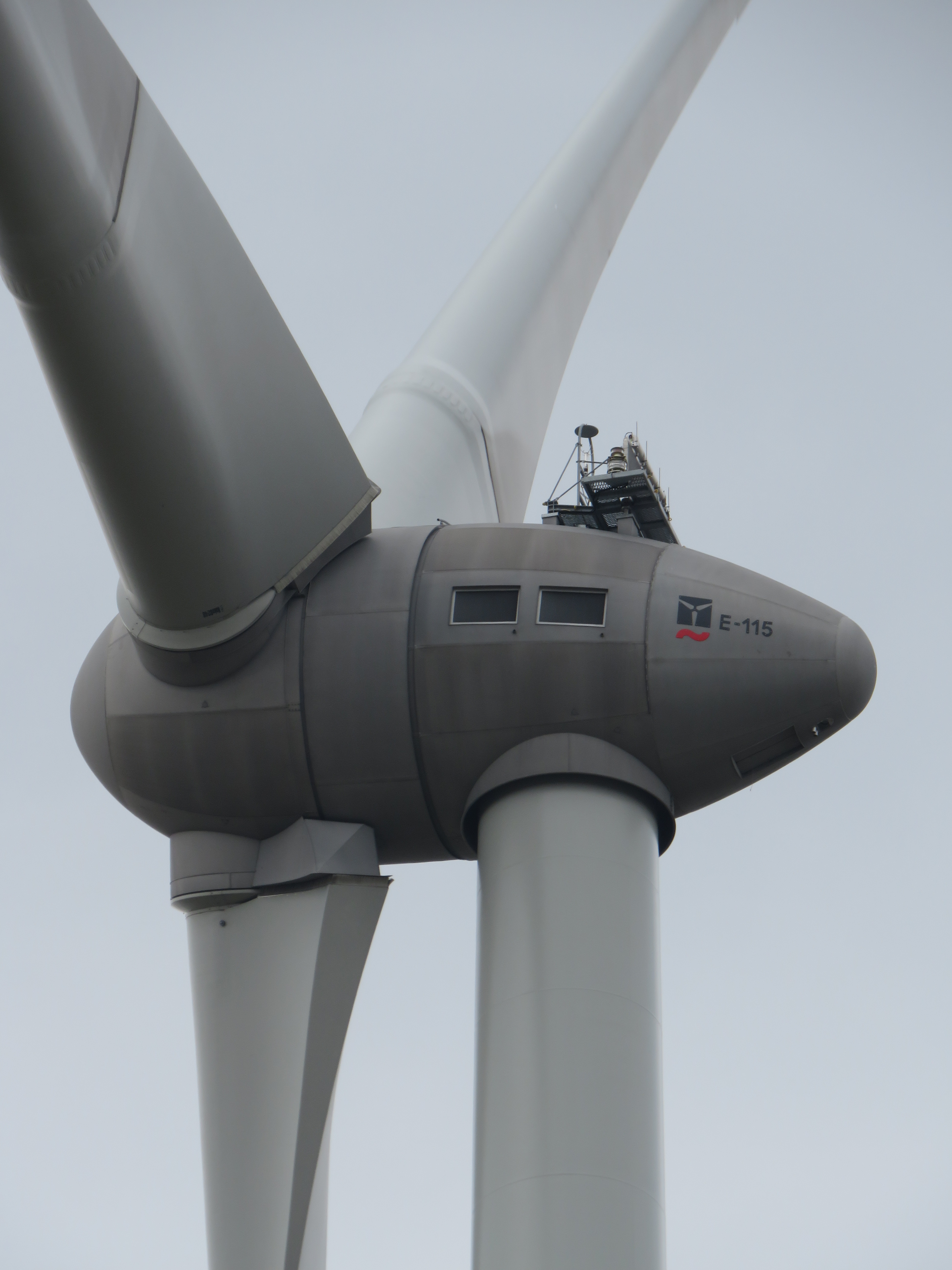
E-115 Gondel im Windpark Eilerberg

Im September 2012 kündigte Enercon die E-115 als neue Schwachwindanlage an. Mit 115 Metern Rotordurchmesser, 2,5 MW Nennleistung und Turmhöhen zwischen 92 und 149 Metern sollte die Anlage vor allem für Binnenlandstandorte mit weniger als 7,5 m/s durchschnittlicher Windgeschwindigkeit ausgelegt sein. Der Öffentlichkeit vorgestellt wurde sie auf der HUSUM Wind 2012.
Der Prototyp wurde im Dezember 2013 im niedersächsischen Windpark Lengerich errichtet. Dieser ist entgegen den ursprünglichen Angaben jedoch mit einem 3-MW-Generator ausgestattet und der Anlagentyp nun für mittlere Windbedingungen der Klasse IEC 2a ausgelegt. Auf einem Standort mit 6,5 m/s mittlerer Jahreswindgeschwindigkeit soll die E-115 / 3 MW pro Jahr ca. 9,3 GWh elektrischer Energie liefern, was gegenüber der für gleiche Windbedingungen zertifizierten E-101 / 3 MW einem Mehrertrag von 14 % entspricht. Der Mehrertrag des Prototyps lag nach Messdaten sogar bei 18 %. Die Serienfertigung lief Mitte 2014 an.
Die ersten drei kommerziell genutzten Anlagen wurden im August 2014 brandenburgischen Windpark Feldheim im Zuge eines Repowerings auf einem 149 Meter hohen Turm errichtet. Die nächsten Projekte folgten in Garrel (1 Anlage), Brockhausen (3 Anlagen) und Weiskirchen (4 Anlagen).
Die E-115 basiert auf der E-101, mit der sie einige Komponenten teilt. Allerdings weist sie im Gegensatz zu dieser ein neues Generatorkonzept auf, zudem wurden die Rotorblätter gänzlich neu entwickelt. So weist die E-115 ein geteiltes Rotorblatt aus glasfaserverstärktem Kunststoff auf, wodurch sich der Transport der Bauteile laut Enercon wesentlich vereinfachen soll. Während die äußeren Blattteile konventionell im manuellen Vakuuminfusionsverfahren gefertigt werden, setzt Enercon für die inneren Blattsegmente auf eine maschinelle Wickeltechnik, die eine Kostensenkung in der Produktion ermöglichen soll. Mit 207 Metern Gesamthöhe (bei 149-m-Turm) ist die Enercon E-115 zudem zwei Meter höher als die Windkraftanlage Laasow, die bei ihrer Errichtung die höchste Windkraftanlage der Welt war.
Im November 2015 kündigte Enercon eine Leistungssteigerung von 3,0 auf 3,2 MW an. Wie auch die 3-MW-Variante ist die leistungsgesteigerte Version auf einen Betriebszeitraum von 25 Jahren ausgelegt.
2020 wurde die Produktion der E-115 mit der eiförmigen Enercon-Gondel eingestellt, seit 2020 gibt es die E-115 EP3 mit der kostengünstigeren, kompakten Enercon-EP3-Gondel.
In den Jahren 2016, 2017 und 2018 war die E-115 der am häufigsten in Betrieb gegangene Anlagentyp in Deutschland.
- Nennleistung: 3000 kW / 3200 kW (E2)
- Bauzeit: 2013–2020
- Rotordurchmesser: 115,7 Meter
- Nabenhöhe in Meter: 92 / 122 / 135 / 149
- Windklasse: IIA
- Max. Schallleistungspegel: 105 dB(A) (3000 kW) / 105,5 dB(A) (3200 kW)
- Bis März 2019 wurden 1016 Anlagen errichtet.

### E-126 EP4

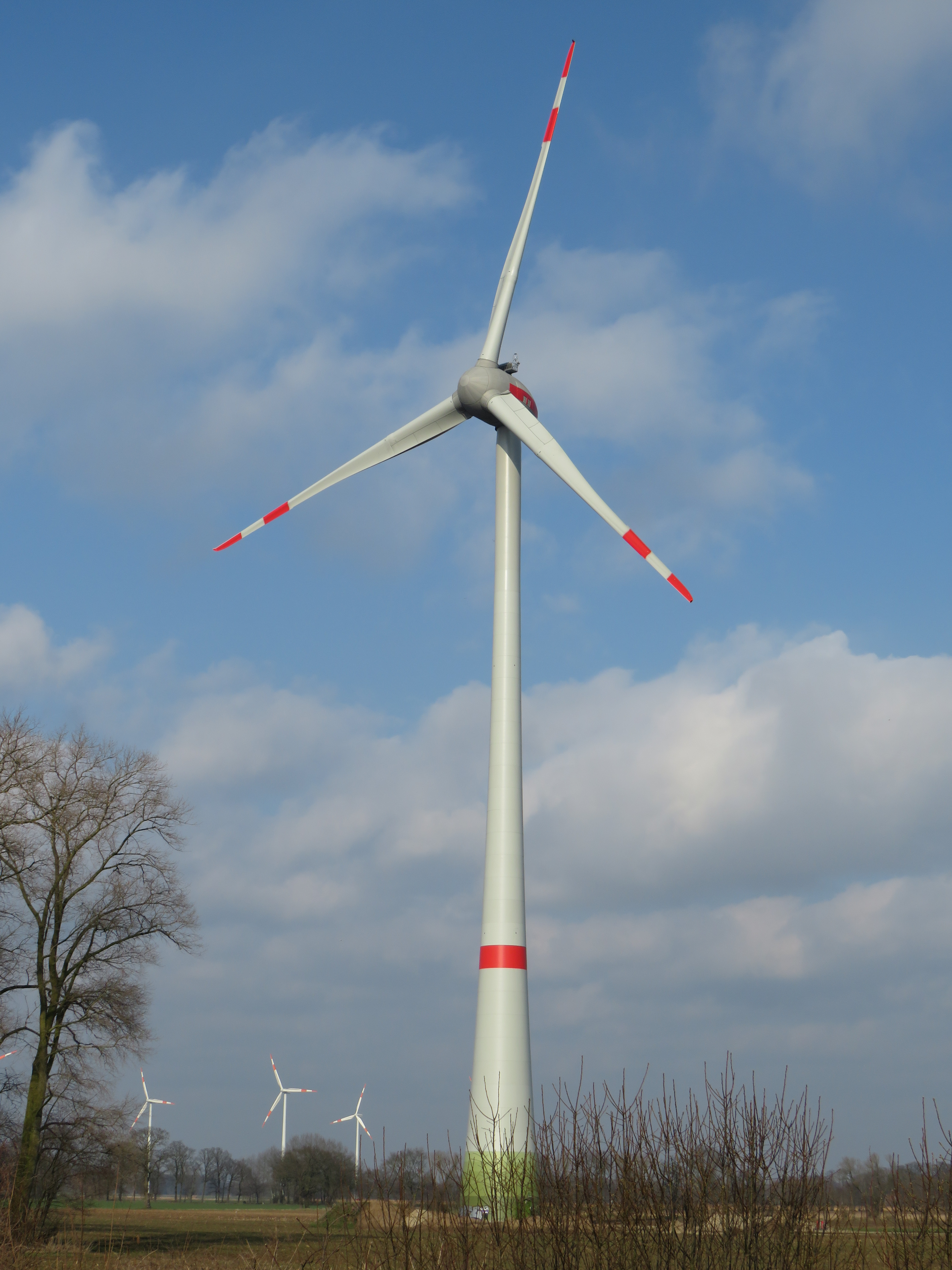
E-126 EP4 auf 135 m-Turm, Holdorf

Im Dezember 2014 kündigte Enercon die Entwicklung und Produktion einer neuen Anlagenplattform mit rund 4 MW an. Demnach sollen drei unterschiedliche Baureihen für Starkwind-, Mittelwind- und Schwachwindstandorte auf einer gemeinsamen Basis entwickelt werden. Ausgelegt sind die Anlagen für einen Betriebszeitraum von 30 Jahren, während gängige Windkraftanlagen bisher üblicherweise für 20 oder 25 Jahre konzipiert sind. Von der verlängerten Betriebsdauer verspricht sich Enercon niedrigere Stromgestehungskosten.
Gegenüber der früheren E-126 mit 7,6 MW wurde der Durchmesser des Generators von etwa 12 m auf rund 9 m verkleinert. Das Blattprofil ähnelt dem der E-115. Die Rotorblätter werden mit einer speziellen Oberfläche für bessere Schmutzabweisung, geringeren Erosionsverschleiß und niedrigere Schallemissionen beschichtet. Sie sind wie bei der E-115 für einfacheren Transport in zwei Segmente geteilt. Der Generator lässt sich aus dem gleichen Grund in zwei 180°-Segmente zerlegen. Zudem ist die Anlage leiser als Vorgängerbaureihen (geringerer Schallleistungspegel).
Die EP4-Plattform wird unterdessen nicht mehr zum Verkauf angeboten. Dafür werden die kostengünstigeren E-126 EP3 und E-138 EP3 E2 im gleichen Marktsegment (4MW) angeboten.
Das erste Modell der EP4-Plattform war die E-126 EP4 und war zunächst für mittlere Windgeschwindigkeiten (IEC IIA) ausgelegt. Bei einem Rotordurchmesser von 127 m verfügt es über eine Nennleistung von 4,2 MW und ist mit Nabenhöhen von 99 m, 135 m und 159 m verfügbar.
Bei der E-126 EP4 erwartet Enercon Stromgestehungskosten von 4 bis 4,5 ct/kWh an guten IEC II-Standorten. Bei einer mittleren Windgeschwindigkeit von 7,5 m/s soll die Anlage ca. 15 GWh Strom pro Jahr erzeugen. Der erste Prototyp der E-126 EP4 wurde im April 2016 im Windtestfeld in Lelystad errichtet. Der zweite im September 2016 im Windtestfeld Südermarsch. Die Serienfertigung lief im Jahr 2016 an. Bis April 2019 wurden 51 Anlagen errichtet. Der Anlagentyp wurde zwischen 2016 und 2020 gebaut.

### E-141 EP4

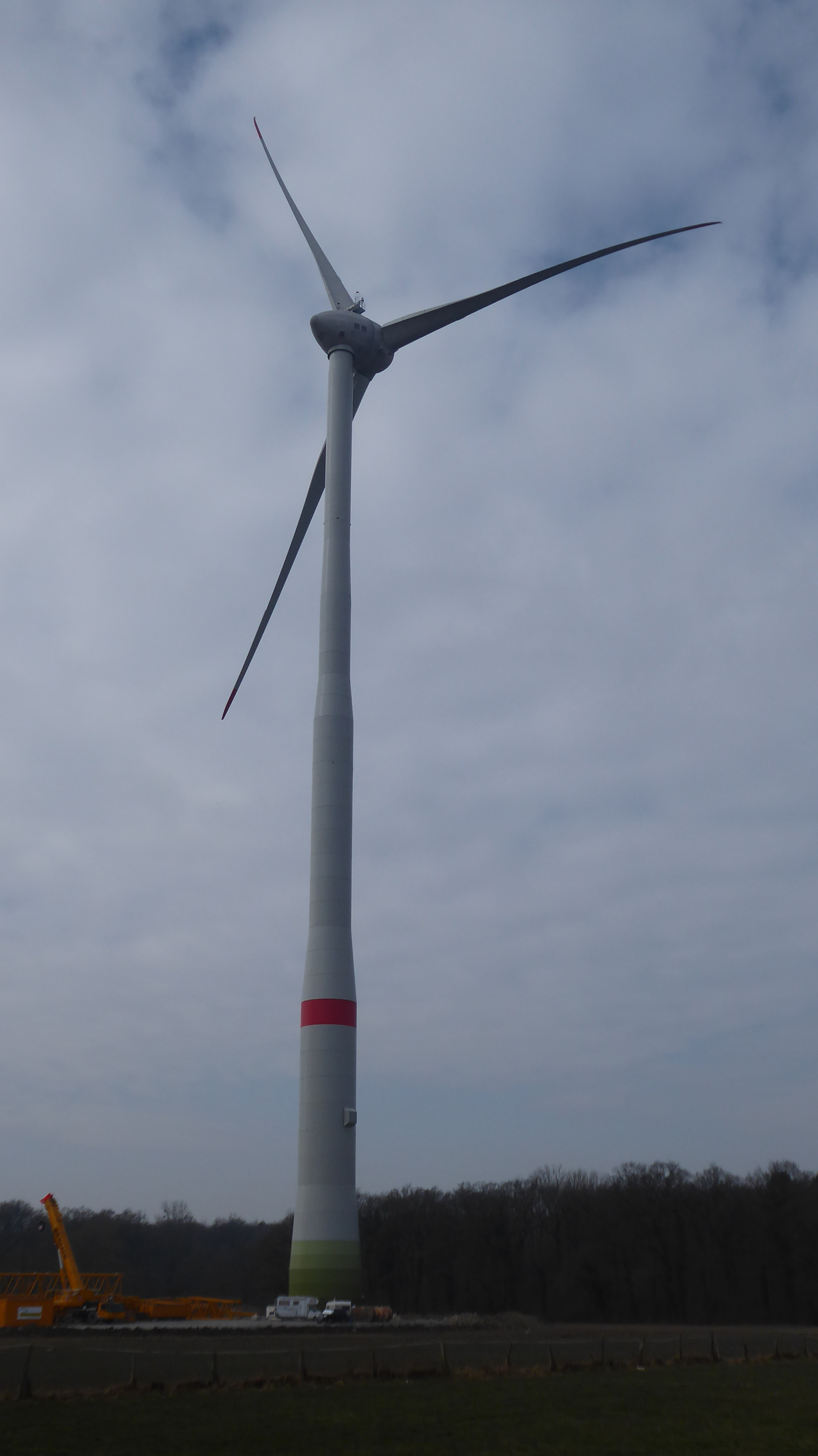
E-141 EP4 mit 159 m Nabenhöhe, Scharmede

Im November 2015 wurde eine Schwachwindanlage auf Basis der 2014 eingeführten EP4-Plattform angekündigt. Der Prototyp der E-141 EP4 wurde Ende 2016 Anfang 2017 im thüringischen Bucha-Coppanz nahe der A 4 auf einem 129 m hohen Hybridturm aufgestellt. Nach Vermessung der Prototypen gab Enercon 2017 eine Zertifizierung auf IEC IIA bekannt, sodass die Anlage auch für mittelstarke Standorte geeignet ist.
Die E-141 EP4 verfügt wie die E-126 EP4 über eine Nennleistung von 4,2 MW. Der maximale Schallpegel wird mit 105,5 dB(A) angegeben. Die Anlage ist auf zwei verschiedenen Nabenhöhen von 129 bzw. 159 m verfügbar und soll bei einer durchschnittlichen Windgeschwindigkeit von 6,5 m/s pro Jahr ca. 13 GWh Strom produzieren. Mit 129-m-Turm liegt der jährliche Stromertrag bei ca. 16,4 GWh bei 7,5 m/s Jahresdurchschnittsgeschwindigkeit bzw. bei 19,2 Mio. kWh bei 8,5 m/s. Technisch ist die E-141 EP4 größtenteils baugleich mit der E-126 EP4. Unter anderem sind Maschinenhaus, Maschinenbau, Generator, elektrisches System und das innere Rotorblattsegment identisch.
- Prototyp: 2016/2017 in Bucha-Coppanz Thüringen
- Nabenhöhe: 99 / 129 / 135 / 159
- Rotordurchmesser: 141 m
- Nennleistung: 4200 kW
- Bauzeit: 2016–2020

Im Jahr 2016 wurde die E-141 EP4 vom Fachmagazin Windpower Monthly zur „Windkraftanlage des Jahres“ in der Kategorie „Onshore-Anlagen 3MW-plus“ gewählt. Die Serienproduktion lief 2017 an. Bis April 2019 wurden 141 Anlagen errichtet.

### E-103 EP2

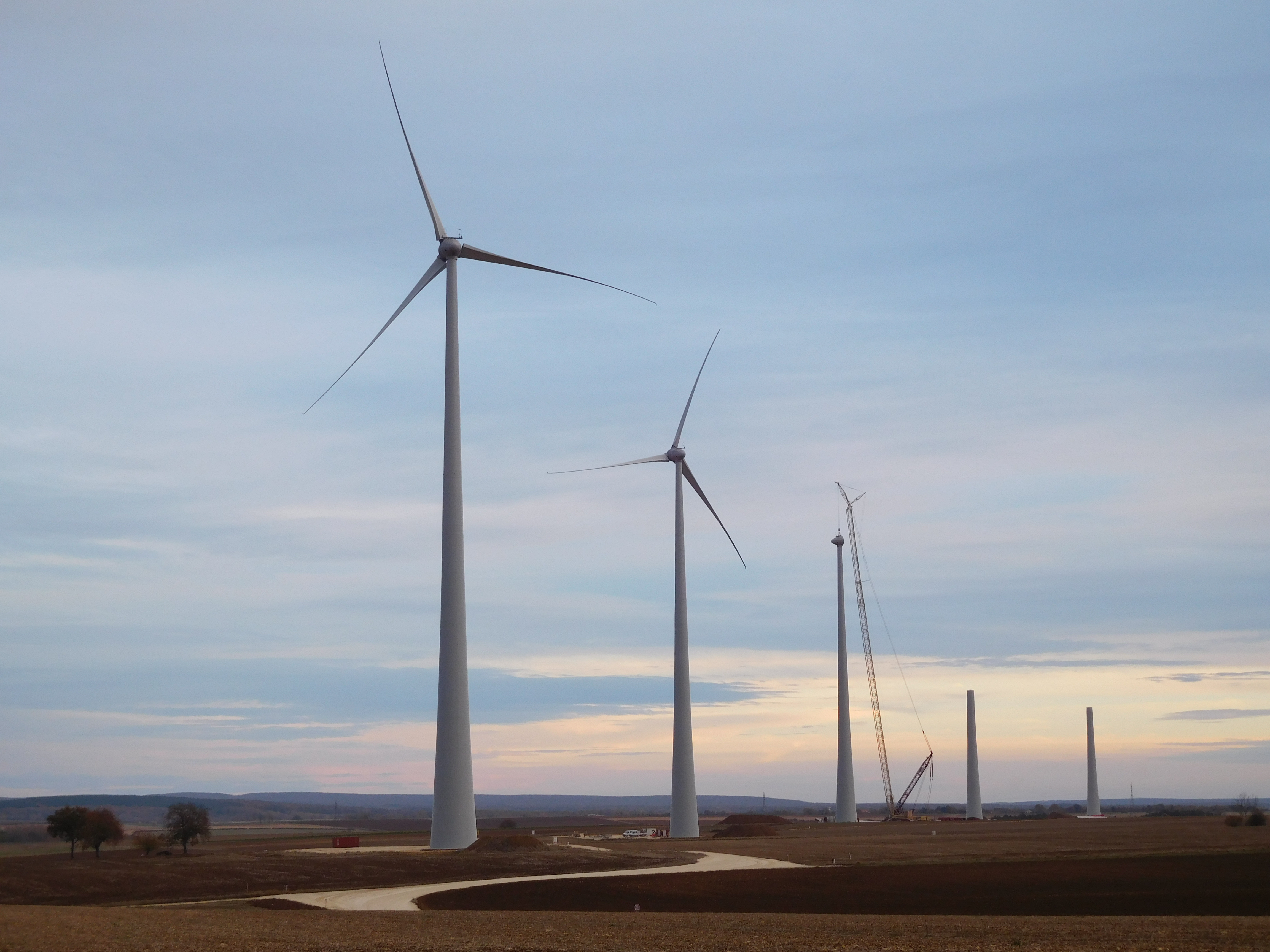
E-103 EP2 beim Aufbau in Pougny, Frankreich

Im November 2015 kündigte Enercon mit der E-103 EP2 eine weitere Evolutionsstufe der 2-MW-Klasse an. Die Anlage verfügt über eine Nennleistung von 2,35 MW und einen Rotordurchmesser von 103 m. Verfügbar sind zwei Nabenhöhen von 98 und 138 m, womit sich eine Gesamthöhe von 150 und 190 m ergibt. Ausgelegt ist die Anlage für schwächere Windstandorte. Gegenüber der E-92 soll sie einen Mehrertrag von ca. 10 % ermöglichen. Ausgelegt und zertifiziert ist die E-103 für eine Betriebsdauer von 25 Jahren. Bei einer Windgeschwindigkeit von durchschnittlich 7 m/s auf 138 m Nabenhöhe gibt Enercon ein jährliches Regelarbeitsvermögen von ca. 8 GWh an. Zwei Prototypen der E-103 wurden 2017 in Pougny (Nièvre) in Burgund errichtet. In Caulières in Hauts-de-France wurden ebenfalls Prototypen errichtet. Die Serienfertigung lief im Jahr 2017 an.
- Nennleistung: 2350 kW
- Bauzeit: 2016–2021
- Rotordurchmesser: 103 m
- Nabenhöhe in Meter: 78 / 85 / 98 / 108 / 138
- Windklasse: IIIA
- Max. Schallleistungspegel: 105 dB(A)
- Bis April 2019 wurden 139 Anlagen errichtet.

### E-126 EP3

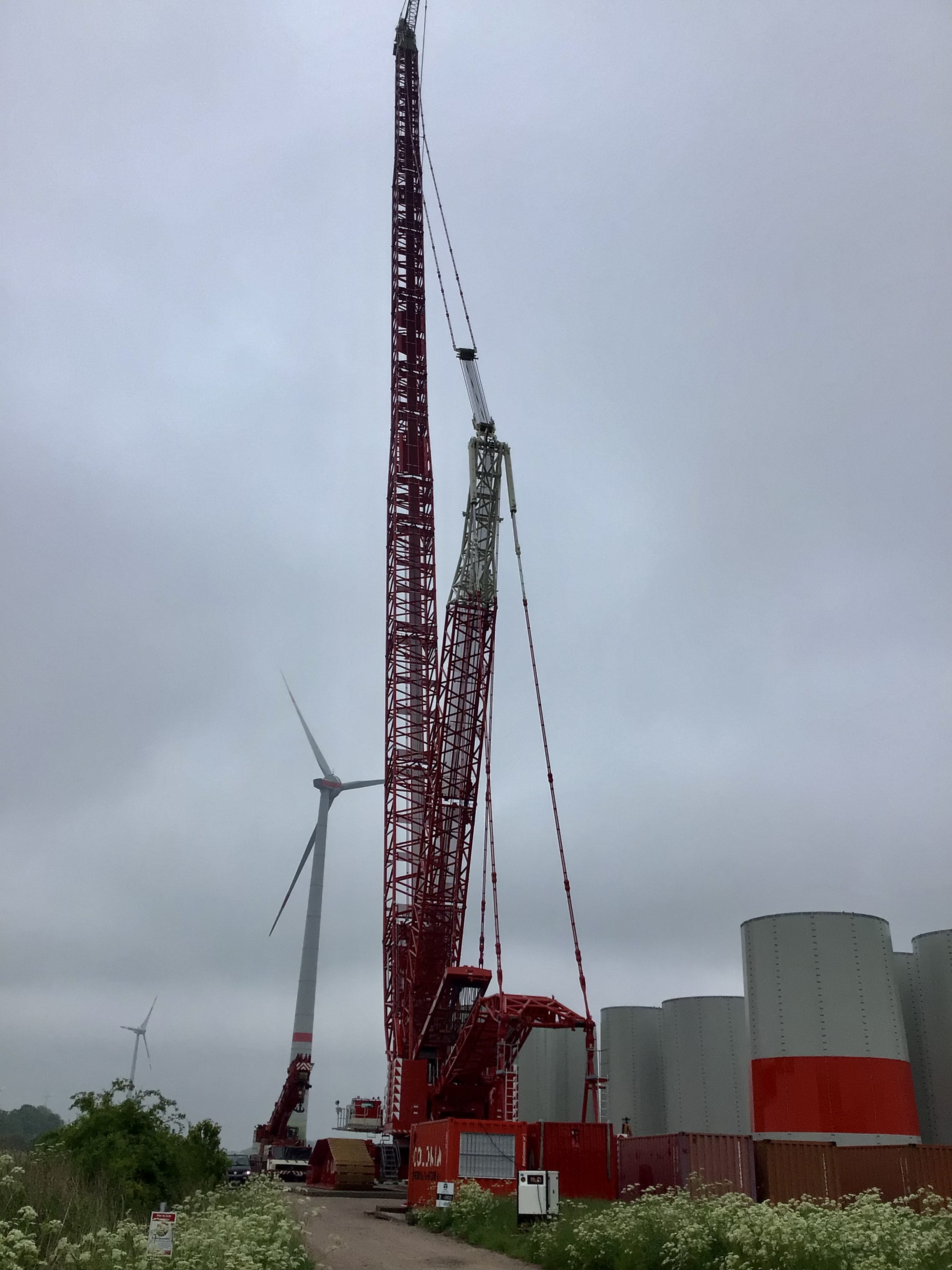
Aufbau einer E-126 EP3 im Jade-Windpark

Das Maschinenhaus der EP3-Plattform ist nicht mehr eiförmig und nur 3,90 Meter hoch, 4,99 Meter breit und 14,01 Meter lang. Die 61 Meter langen Rotorblätter sind im Gegensatz zu anderen Enercon-Anlagen mit Blättern dieser Länge einteilig gefertigt und bestehen aus GFK. Kohlenstofffaserverstärkter Kunststoff kommt nicht zum Einsatz. Begründet wird der Übergang von zweigeteilten zu einteiligen Rotorblättern mit Fortschritten in der Transportlogistik (z. B. Einsatz von Selbstfahrern). Ausgelegt ist der Anlagentyp für 25 Jahre Betriebsdauer. Auf Basis der E-115 wurde im April 2018 ein EP3-Versuchsträger im Testfeld Lelystad installiert. Im August 2018 folgte die Inbetriebnahme des Prototyps in Kirch Mulsow. Die Serienfertigung soll dann zum Jahresende aufgenommen werden. Das jährliche Regelarbeitsvermögen gibt Enercon mit mehr als 14,5 GWh bei einer mittleren Windgeschwindigkeit von 8,0 m/s in 135 m Nabenhöhe an. Errichtet werden die Anlagen auf verschiedenen Turmkonzepten mit Nabenhöhen zwischen 86 und 135 Metern.
- Prototypen: August 2018 in Kirch Mulsow, Dezember 2018 in Rölvede (Nordrhein-Westfalen)[12]
- Nennleistung: 3000 kW / 3500 kW / 4000 kW
- Rotordurchmesser: 127 Meter
- Bauzeit: 2018–2021
- Nabenhöhe in Meter: 86 / 116 / 135
- Windklasse: IIA
- Drehzahl: 4,4–12,4/min
- Abregelwindgeschwindigkeit: 24–30 m/s

### E-136 EP5
Die E-136 EP5 entspricht der Lagerwey L136 mit etwas mehr Nennleistung unter Enercons E-Baureihenbezeichnung. Die erste Anlage dieses Typs wurde 2017 im niederländischen Eemshaven errichtet.
- Nennleistung: 4650 kW (ehemals 4500 kW)
- Rotordurchmesser: 136 Meter
- Nabenhöhe in Meter: 109 / 120 / 132 / 155 (modularer Stahlturm)
- Windklasse: IA
- Bauzeit: 2019–2021

### E-147 EP5
Im März 2019 kündigte Enercon die E-147 EP5 als einen der ersten Anlagentypen im 5-Megawatt-Segment an. Sie ist für Standorte mit mittleren Windgeschwindigkeiten ausgelegt. Die ersten E-147 EP5 inklusive Prototyp wurden Ende 2019 im Auftrag von Energiequelle im Windpark Paltusmäki in der finnischen Gemeinde Pyhäjoki errichtet. Der Prototyp für die E2 Variante ist für das 2. Quartal 2020 an einem Standort in Jepua an der Westküste Finnlands geplant.
- Prototyp: 2019 in Pyhäjoki
- Nennleistung: 4300 kW (E1), 5000 kW (E2)
- Bauzeit: 2019–2021
- Rotordurchmesser: 147 Meter
- Nabenhöhe in Meter: 126 / 155 (modularer Stahlturm)
- Windklasse: IIA
- Drehzahl: 3,9–10,4/min
- Ausschaltwindgeschwindigkeit: 25 m/s
- Jahresenergieertrag: 17,2 GWh bei 7,5 m/s und 4300 kW